# Britney: Piece of Me
Britney: Piece of Me fue la primera residencia de conciertos de la cantante estadounidense Britney Spears, desarrollada en el casino Planet Hollywood Resort & Casino, en Las Vegas. Dirigida por Baz Halpin, la serie de conciertos tuvo una duración inicial de dos años comprendiendo cincuenta espectáculos anuales para ser alargada a un total de 4 años con más de 100 espectáculos en total, con un inicio el 27 de diciembre de 2013. Esta marcó el regreso de la cantante a los escenarios, después de su gira internacional Femme Fatale Tour de 2011. La residencia debía finalizar en diciembre de 2015, dando lugar a Jennifer Lopez como la nueva artista de Planet Hollywood con su nuevo espectáculo All I Have, pero durante su presentación del 9 de septiembre de 2015, Spears confirmó que estaría extendiendo su residencia por un período adicional de dos años, finalizando así en 2017. Además, debido a la nueva extensión, la cantante decidió renovarlo y con lo cual se dio lugar a una nueva versión del espectáculo a partir del concierto del 13 de febrero de 2016.
La residencia se desarrolla en un teatro absolutamente reconstruido por el casino y complejo turístico, el que según TMZ.com firmó un contrato por 12 millones de dólares a la cantante por la serie de conciertos, paga que refiere a más de 450.000 dólares por presentación. en los primeros dos años tendría unas ganancias de 30 millones de dólares Dicho teatro tiene una capacidad para 4600 personas, es similar a un planetario, cuenta con asientos tradicionales, una pista de baile, mesas privadas y servicio de bebestibles. En marzo de 2015 el espectáculo de Spears fue galardonado por la revista Las Vegas Review-Journal como el Mejor espectáculo de Las Vegas. El espectáculo recaudó casi $ 138 millones de 0,9 millones de boletos a un precio promedio de $ 150.
El 28 de marzo de 2017, Spears confirmó que el espectáculo debutará internacionalmente durante el verano de 2017 al anunciar espectáculos en Asia, bajo el nombre de Britney: Live In Concert. Asimismo, en enero de 2018 fueron anuncidas fechas para Norteamérica y Europa durante el verano de ese mismo año, prolongando la gira.

## Antecedentes

### Desarrollo
El primer antecedente que hubo de Britney: Piece of Me fue cuando en septiembre de 2013 Spears anunció su residencia de dos años en el casino Planet Hollywood en Las Vegas, Nevada. La residencia fue confirmada el 17 de septiembre de 2013, durante una entrevista en Good Morning America. Para el anuncio, un truco elaborado fue puesta en escena en el desierto que rodea Las Vegas (que cuestan más de $ 100,000 para producir). Durante 1000 Spears mirar-uno-tiene gusto se reunieron para llevar a cabo una rutina de tarjeta, que al parecer podría ser visto desde el espacio. Spears llegó en helicóptero y concedió una entrevista a Good Morning America. Tras la firma de un contrato por la cantidad montería de USD $ 30.000.000 con los representantes del casino Planet Hollywood, en el comunicado de la residencia se mencionó: «El teatro está totalmente reconstruido en Planet Hollywood Resort & Casino en Las Vegas y albergará la más inversiva sala de proyección interior del mundo y creará la experiencia más avanzada de conciertos nunca antes vista. En consonancia con el estilo y la innovación de Britney, este épico espectáculo en Las Vegas es un matrimonio entre la moda de alta costura, el estado de la tecnología y el estilo de las discotecas».
 

Comentando el espectáculo, Spears declaró: 
 «Queríamos que el entorno pudiera ser de esa manera en que la gente pudiera venir y pasar un buen rato y ponerse de pie y que se sienten como si estuvieran en el show conmigo. Me encanta Vegas. La energía aquí es muy, muy buena. [...] Vamos a tener todos los trabajos, el agua, la lluvia, todo. Cada vez que hago un show, me gusta realmente llevarlo. Me encanta montar un espectáculo que realmente va a entretener a los fans. [...] Queremos que la sensación de que los fans estarán en el show conmigo. Vamos a tener una fresca puesta a punto para ellos con un ambiente de fiesta por lo que están realmente allí conmigo. Estoy muy preparada para esto. Estoy lista físicamente y mentalmente definitivamente. El espectáculo será completamente diferente de lo que todo el mundo podría estar esperando. Es el mejor proyecto que he abordado. No podría ser más emocionante.»
El nombre de la residencia, Britney: Piece of Me, hace referencia al nombre de su sencillo «Piece of Me» lanzado en 2007. Todos los antecedentes y anuncios sobre la gira se dieron en el desarrollo de la promoción del sencillo «Work Bitch».

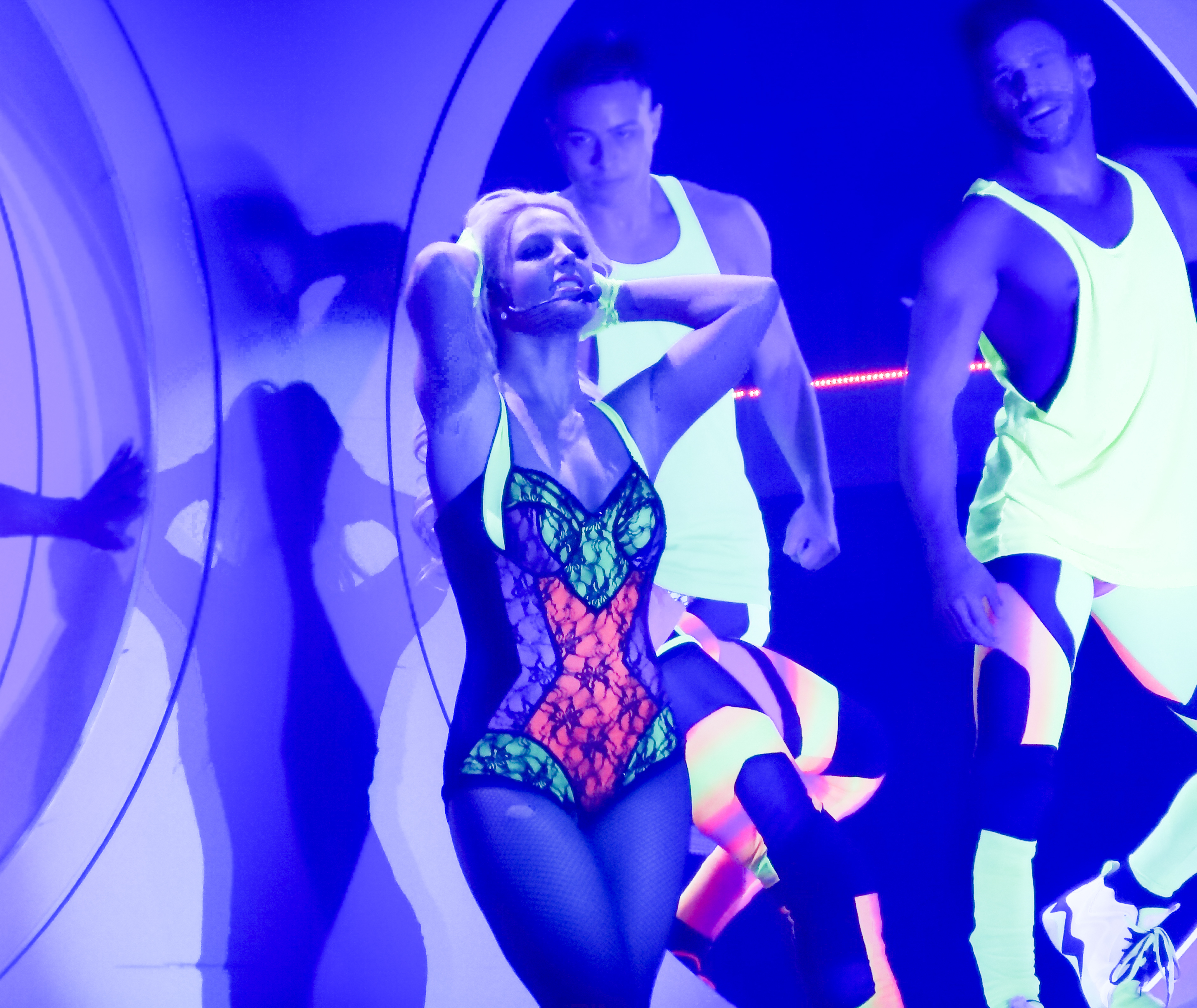
Spears interpretando «Boys». (2014)

Baz Halpin servirá como director creativo y escenario para el espectáculo. Marco Morante is the costume designer. El espectáculo está previsto para funcionar 90-100 minutos, con 24 de Spears golpea junto canción de su próximo álbum. El juego también contará con una pared de los medios de comunicación de 360 grados, creando la ilusión similar a un planetario. Uno de los conjuntos se sabe incorporar varios atrapamoscas venus y otro adopta un tema del disco. También contará con 14 bailarines y una banda de cuatro piezas. Asientos para el teatro es reducir a 4600 específicamente para el espectáculo. Habrá dos áreas de danza, asiento de la tabla de servicio y la etapa contará con una forma de una invertida ancla pista. Uno de los conjuntos que se conoce para incorporar varios atrapamoscas venus y otros adopta, con un tema del disco. Rudolph hizo pública afirmando Spears no será [sincronización de labios [| mímica]] el espectáculo. Él va a decir que Spears está experimentando entrenador vocal para fortalecer su voz. Y agregó: "Puede haber algunos números donde ella está bailando a cabo completa con una pista debajo de ella, pero no habrá ningún playback en todos los ámbitos en nada". Días después de que los boletos salieron a la venta, se reportaron cifras para estar triste, ya que sólo tres de los 16 espectáculos puestos a la venta se agotaron. Muchos señalaron la vivo vs mímica dilema como el tema principal. Gerente de Spears indicó Caesars Entertainment sólo se coloca diez por ciento de las entradas para cada espectáculo a la venta. También declaró asientos VIP para se agotaron los 16 shows en cuestión de horas.  The Huffington Post  informó que por 25 de septiembre de 70.242 de 73.600 entradas se habían vendido. En diciembre de 2013, los ejecutivos de Planet Hollywood revelaron que la residencia podrá ser prorrogado si resulta un éxito. Finalmente, la residencia, que tenía previsto finalizar en agosto de 2015, fue prolongada hasta diciembre de ese mismo año debido a la buena acogida del espectáculo en la ciudad. Asimismo, en septiembre de 2015, Spears durante el concierto ofrecido el 9 de septiembre confirmó que estaría extendiendo su residencia por un período adicional de dos años, finalizando así en 2017. Gracias a este nuevo contracto, Spears habría recibido 35 millones de dólares.
El 7 de abril de 2017, el mánager de Spears, Larry Rudolph, confirmó que la residencia Britney: Piece of Me en The Axis Theatre en el Planet Hollywood Resort & Casino de Las Vegas terminará el 31 de diciembre de 2017 con la expiración de su contrato con Caesars Entertainment. Poco después, fueron anunciadas las últimas fechas de la residencia, dando lugar a 18 conciertos que darán por acabado el espectáculo de Spears en Las Vegas, con un último show el 31 de diciembre de 2017.

### Renovación del espectáculo

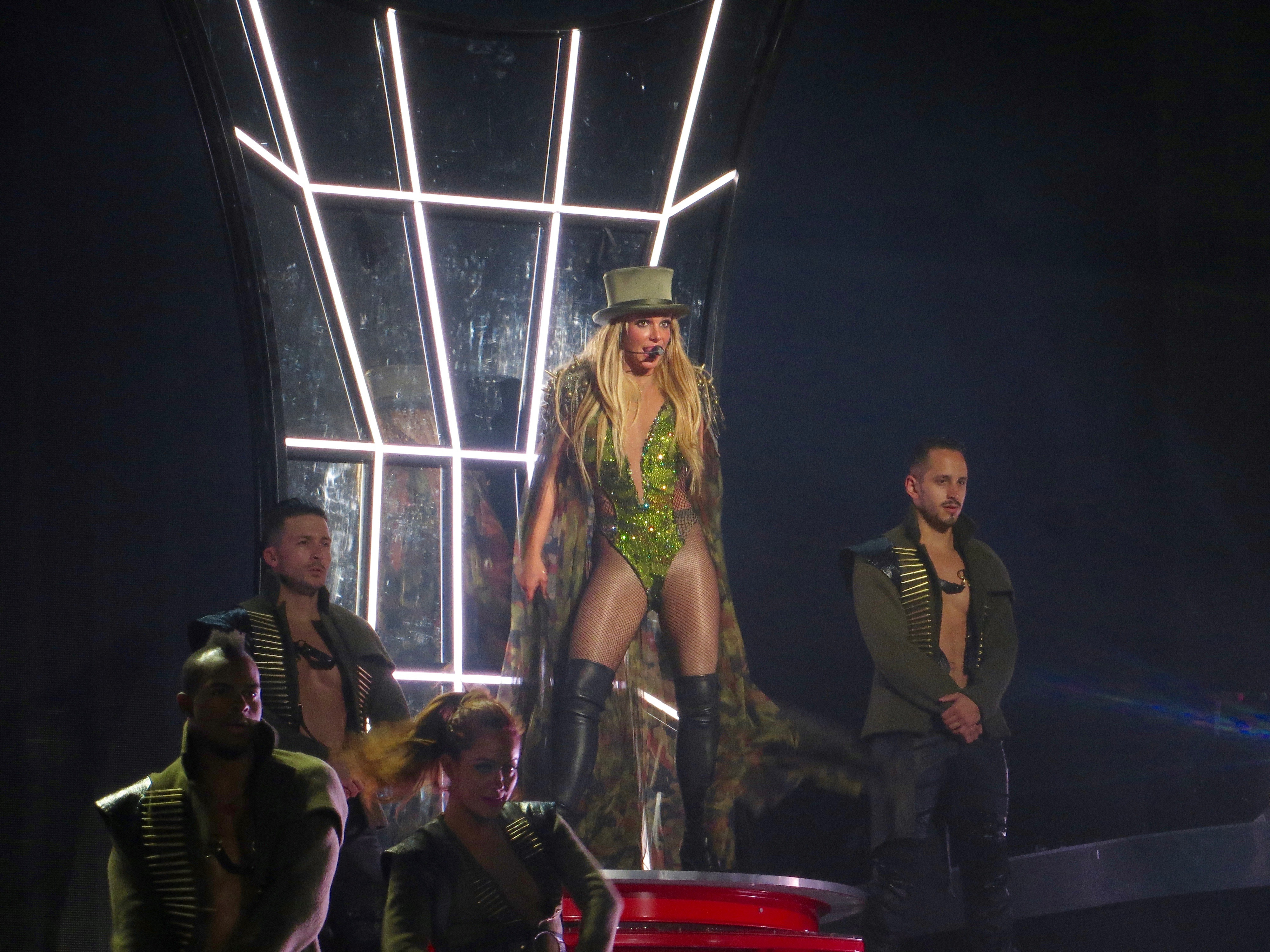
Spears actuando en julio de 2016.

Tras dos años de residencia, Spears junto con su equipo liderado por Baz Halpin, idearon una renovación del espectáculo de cara a la prolongación de los conciertos programados durante dos años más que se iniciaran en febrero de 2016; Dando lugar a cambios en el repertorio, vestuario y escenografía. La cantante se mostró entusiasmada por cambiar elementos del espectáculo y ofrecer algo nuevo tras dos años en Las Vegas. Afirma que «Definitivamente estoy emocionada! He agregado algunas canciones favoritas por los fans en el show, he cambiado el intro y tengo nuevos y fabulosos vestuarios diseñados para cada acto. (...) Y tenemos láseres ahora. Me encanta la vista de los láseres». Asimismo, afirmó que pensó en remodelar el show porque «Mis fans siempre me dan sugerencias de que canciones debo de cambiar o añadir y pensé que sería buena idea darles algo diferente después de dos años (...) Tenemos nuevas coreografías muy divertidas que creo que los fans disfrutaran bailando en el show». Además afirmó que el proceso para dar una nueva versión del espectáculo estuvo desarrollándose alrededor de tres meses, dice «La intención no era cambiar por completo el show — hay muchas partes del show que me gustan y que no quise cambiarlas — pero sigue siendo un proceso largo».

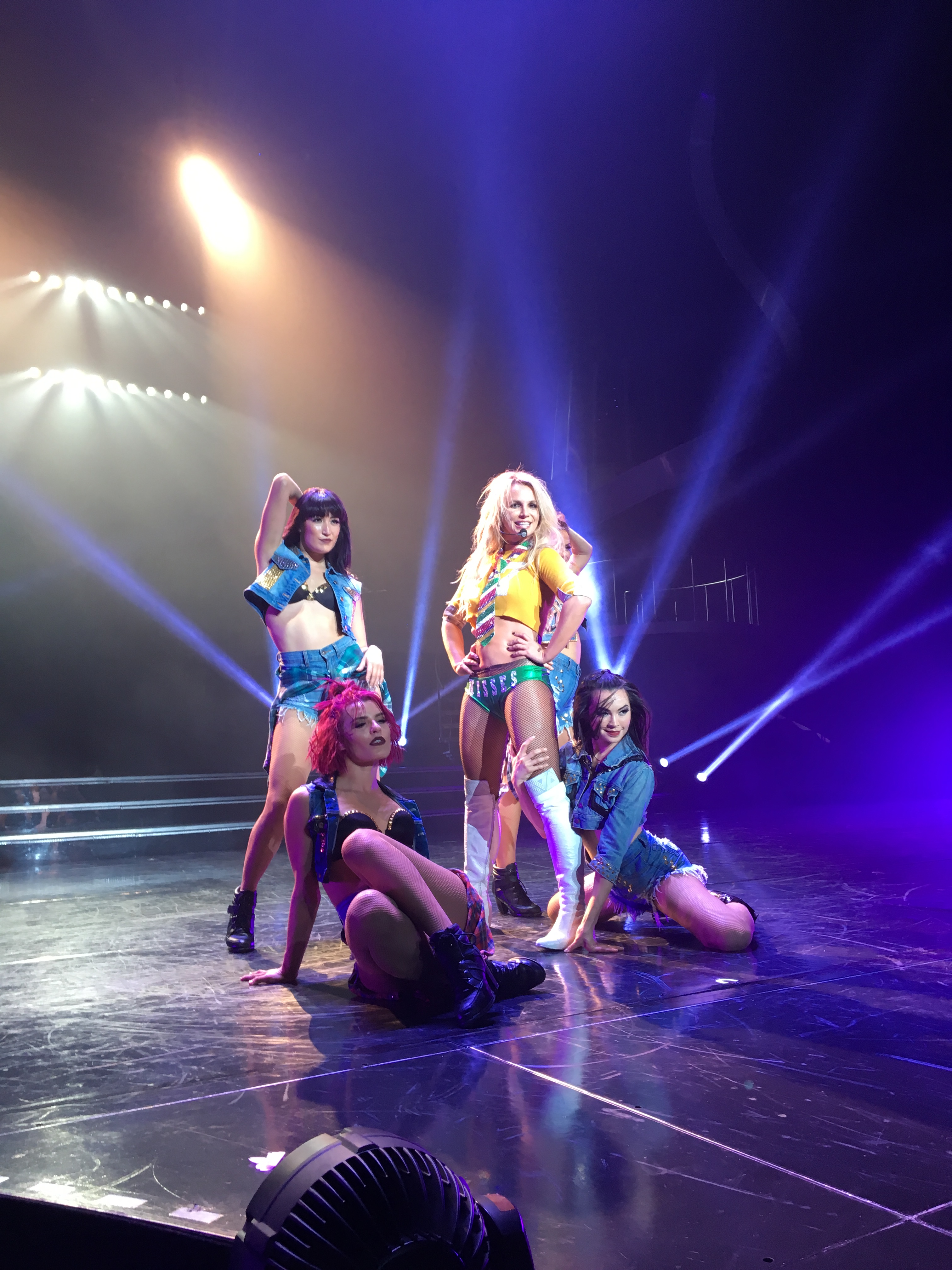
Spears actuando en julio de 2016.

Asimismo, la cantante para promocionar la renovación del espectáculo, dio varias entrevistas done se mostró ilusionada por continuar con la estabilidad de que le supone estar en un único lugar, pero reveló estar pensando en realizar una gira mundial al finalizar la residencia. Así, durante un reportaje para Extra TV con Mario López, reveló que los cambios que se estrenen en febrero, no serán los únicos que se lleven a cabo, diciendo que habrá más sorpresas. Tras el reestreno de la residencia, una vez renovada, fue anunciada una nueva prolongación de la misma, dando lugar a 24 nuevas fechas. Spears protagonizó la portada de la revista estadounidense V en su edición número 100. Para ello, concedió una entrevista en la que, además de hablar sobre lo cómodo que le resulta tener su propio espectáculo fijo en un único lugar, dándole mayor estabilidad familiar, afirmó estar ultimando los detalles de su nuevo álbum. Asimismo, afirmó que algunos de los próximos cambios que se realizarían con la renovación, sería incluir canciones inéditas de este noveno trabajo discográfico próximo a publicarse, mostrándose muy ilusionada con este nuevo proyecto, para el que afirma, ha trabajado muy duro para conseguir un resultado perfecto.
En agosto de 2016, con el motivo del lanzamiento del nuevo disco de la cantante “Glory”, el espectáculo fue ligeramente modificado. «Pretty Girls» fue eliminada del repertorio para introducir dos nuevas canciones, siendo ambas interpretadas por primera vez. La primera era el nuevo sencillo de la cantante, «Make Me...», introducida en el Acto V y la segunda canción, perteneciente a su nuevo álbum , «Do You Wanna Come Over» en el Acto IV. En septiembre de 2016, en plena promoción del nuevo álbum, fueron anunciadas más fechas de la residencia, siendo prolongada hasta mediados de 2017 como se había afirmado anteriormente. Finalmente, el espectáculo concluirá en diciembre de ese mismo año.
El 27 de septiembre de 2016, Spears llevó a cabo todo el espectáculo de residencia, con la exclusión de 'Everytime' y 'I Love Rock N'Roll', en vivo de The Roundhouse en Londres, Inglaterra, como parte del festival de música de Apple 10. Esta es la primera actuación en el que el residencia completa se llevó a cabo fuera de Las Vegas. Del mismo modo, El 28 de marzo de 2017, Spears confirmó que el espectáculo debutará internacionalmente durante el verano de 2017 al anunciar espectáculos en Asia, bajo el nombre de Britney: Live In Concert.

## Recepción

### Crítica

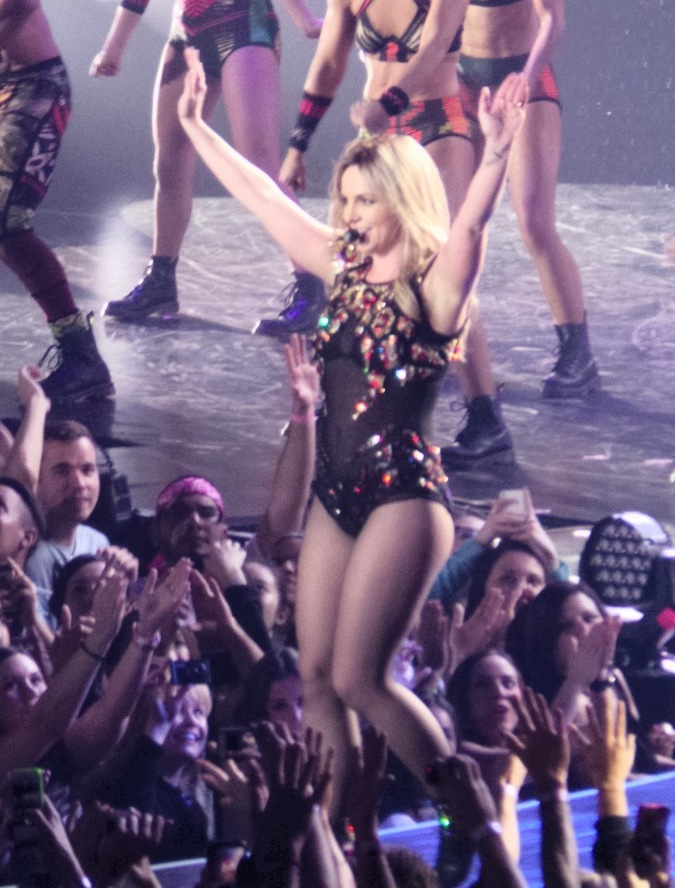
Spears interpretando «Till the World Ends» (2013).

Danielle Genet de ABC News, comentó que «El espectáculo inaugural atrajo críticas muy favorables para Spears, fue un espectáculo entretenido». Por su parte, la escritora Sophie Schillaci de MTV News argumentó «Spears está entregada al estilo de la gran producción de Britney: Piece of Me, se mantuvo al gran volumen del sonido e hizo tiros rápidos de baile, hizo diez cambios de vestuario e incluso hizo varios cambios de pelucas».
Mikael Wood de Los Angeles Times criticó el uso de playback y añadió que «La gran escenografía causa que el público no ponga atención al desempeño vocal». Wood también pensó que, si bien "'Piece of Me' golpea la mayor parte de los puntos altos en Spears cancionero", canciones como "Boys", "3" y "Do Somethin'" podría "haber sido sustituido por cortes superiores de su álbumes recientes". Escribir para Billboard, Keith Caulfield señaló que "la gran mayoría de la muestra fue de labios sincronizado, y sólo se han utilizado ocasionalmente algún voces aparentemente vivo escuchadas." El revisor alabó el uso de instrumentación en vivo de la banda de cuatro piezas, en canciones como "Me Against the Music". Rachel Maresca de New York Daily News  señaló que Spears "asombró a la multitud" en la noche de apertura, y ha añadido que el cantante "sacó todas las paradas para entretener a sus fans con un montón de teatro en el escenario. Ella incluso le dio al público una muestra de la nostalgia por ponerse algunos de sus famosos trajes de sus más memorables actuaciones pasadas ". Laura Hertzfeld de  Entertainment Weekly , reveló que "[había] hubiera encantado haber visto más" del concierto como "era el más conectado a [Spears] como artista que uno puede sentir desde la audiencia."
Las Vegas Sun periodista Robin Leach dijo que Spears "probó que ella sigue reinando la realeza en el mundo de la música", con la residencia, y agregó que el espectáculo es "un logro increíble e increíble porque en menos de dos horas, Britney ha cambiado el aspecto de nuestra escena del entretenimiento de Gaza. Por primera vez, ella por sí solo trajo el espectáculo de un espectáculo de escenario gira en un cine-club nocturno como y se quitó la apuesta con un rendimiento impecable”. Leach elogió el físico de la cantante, afirmando que "ella no ha buscado está caliente en las edades y ciertamente no necesita maquillaje cosmético para su cuerpo, como afirman los críticos." Caryn Ganz de  Rolling Stone , escribió una crítica agridulce, diciendo que, "mirado a través de una lente de expectativas disminuidas [...]), Britney: Piece of Me es un entretenido recorrido por la de 32 años casi la carrera de estrellas -old 15 años de grabación. En comparación con las gafas pop protagonizadas por Madonna y Beyoncé [...] Sin embargo, las debilidades que permanecen en acto en vivo de Spears son elocuentes. “Ganz fue impresionado por las habilidades de baile de Spears, pero diciendo que la cantante aún era "dependiente de los movimientos del brazo." El revisor escribió, sin embargo, que "la muestra contó con destellos de grandeza", con las actuaciones de "Work Bitch", "... Baby One More Time", "(You Drive Me) Crazy", "Circus", y " Cada vez que "siendo las salidas de stands.

### Comercial

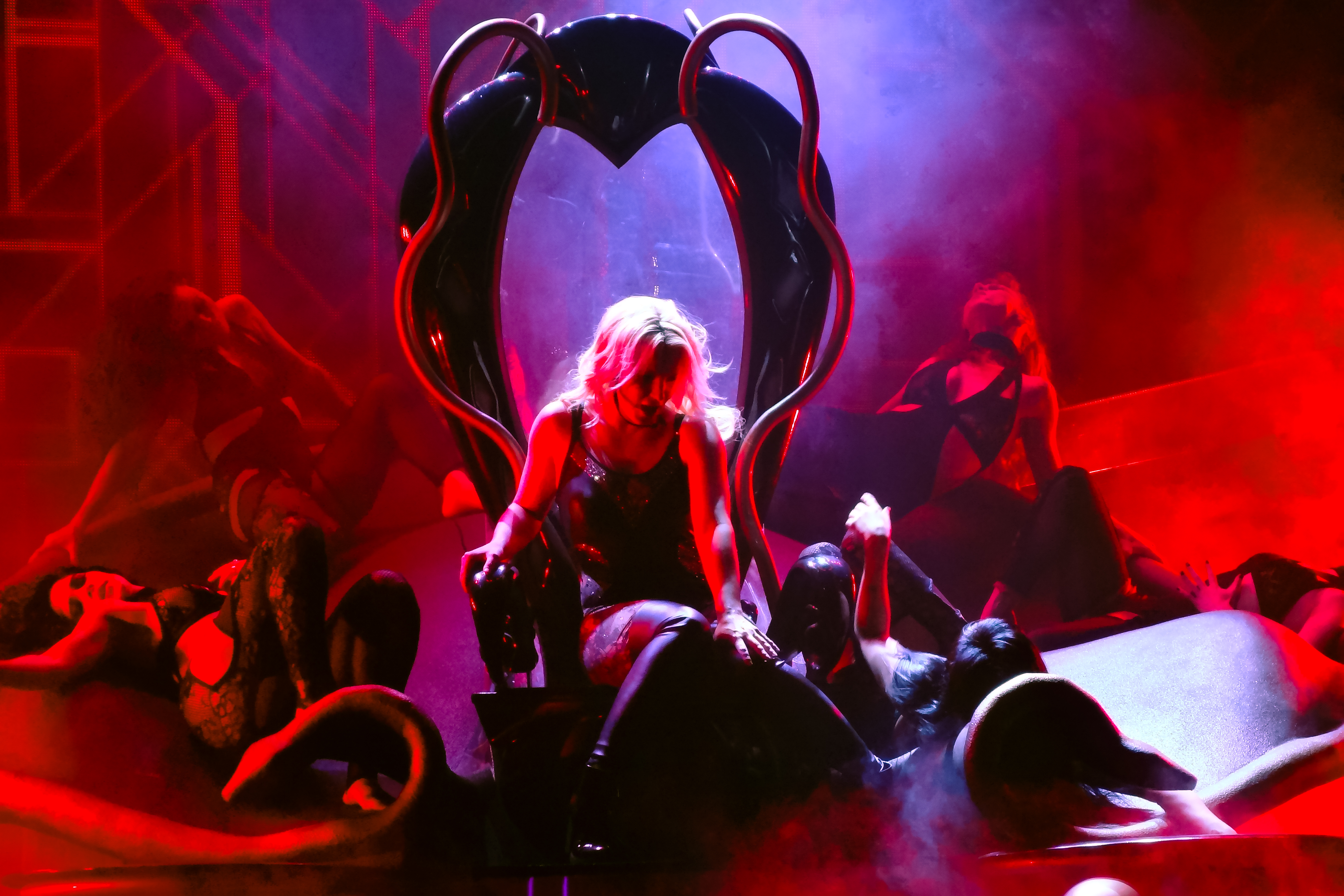
Spears interpretando «I'm a Slave 4 U» (2014).

Tras la publicación de los boletos en venta, Britney: Piece of Me logró agotar a los pocos días todos los espectáculos puestos a la venta. Además el gerente de Caesars Entertainment declaró, que los asientos VIP para los 16 espectáculos si se agotaron en cuestión de horas. The Huffington Post informó que el 25 de septiembre de 2013, las ventas se totalizaron en 70.242 asientos vendidos de 73.600 disponibles. De acuerdo con Billboard Box Score, Caesars Entertainment obtuvo ingresos brutos de $4,470,021 dólares por los primeros cuatro espectáculos, correspondientes a los días 27, 28, 30 y 31 de diciembre de 2013. Dando un total de $917,505 por cada concierto, agotando el total de las entradas correspondientes a 17.803 boletos. Asimismo, después del debut de Spears en Las Vegas, se supo que había conseguido, en apenas un mes, convertirse en la tercera residencia más exitosa de la historia de la ciudad del pecado gracias a los buenos resultados comerciales, solo superada por Celine Dion y Elton John.
El segundo segmento de la residencia también contó con buena recepción comercial, totalizando $8,011,280 recaudados por los doce conciertos ofrecidos desde enero a febrero del mismo año, agotando las 53,798 unidades disponibles. El tercer segmento de la residencia no logró agotar las 49,290 unidades disponibles, logró un ingreso bruto de $7,850,813 por las 48,901 entradas vendidas, suma menor a la recaudación del segmento anterior. La mitad del cuarto segmento, correspondiente a los días 15, 16, 19, 20, 23 y 24 de agosto, recaudó un total de $5,796,026, agotando cuatro de los seis conciertos, y obteniendo una audiencia final de 39,411 personas.
En mayo de 2015 Spears fue la artista invitada al The Ellen Show donde anuncio una prolongación del espectáculo. Inicialmente el espectáculo debía finalizar en los últimos días de agosto de ese mismo año, pero fue prolongada hasta el 31 de diciembre debido a la buena acogida del show en la ciudad del pecado. Asimismo, en septiembre de 2015, Spears durante el concierto ofrecido el 9 de septiembre confirmó que estaría extendiendo su residencia por un período adicional de dos años, finalizando así en 2017. De la misma manera, tras una renovación del espectáculo, debido a la prolongación anunciada del mismo, fueron publicadas nuevas fechas. Asimismo, en junio de 2016 se publicaron nuevas fechas hasta febrero de 2017. A partir de febrero de 2017, el espectáculo ya había recaudado más de 103 millones de dólares con más de 700.000 asistentes, lo que la convierte en una de las residencias de conciertos más exitosas de Las Vegas. Del mismo modo, Spears consiguió batir nuevamente un récord, su concierto de Año Nuevo fue el espectáculo más millonario de la historia de Las Vegas, con más de 1.172.000 dólares de recaudación.

## Acerca del espectáculo

### Escenario

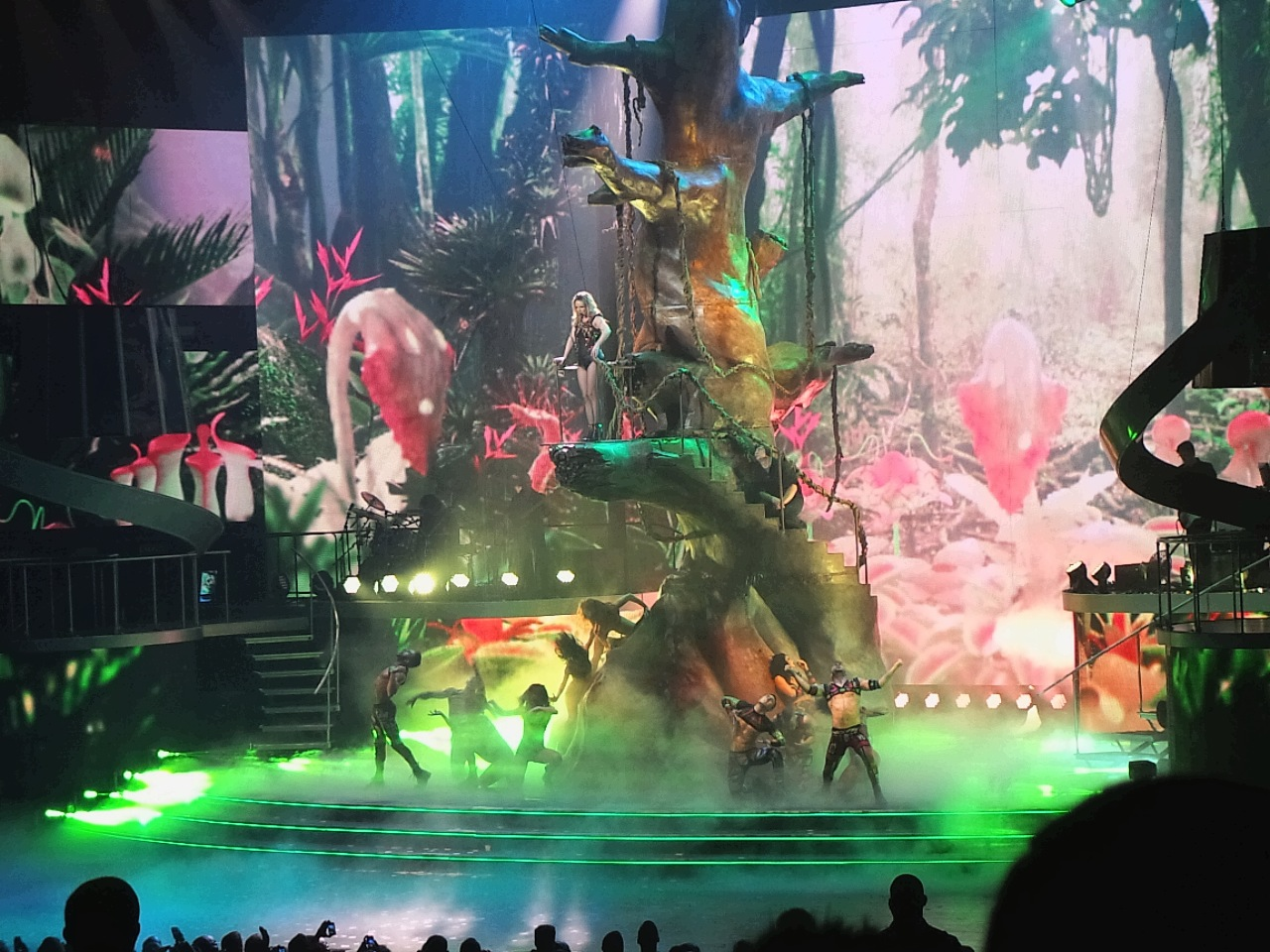
Spears interpretando «Toxic» (2013).

El escenario de la residencia está conformado por un escenario principal, el cual se extiende con una pasarela en forma de letra "T", a los lados tiene plataformas circulares con pantallas (en las cuales se encuentra la banda del show) y tienen una especie de líneas onduladas neón, y al centro del escenario una enorme pantalla central que puede abrirse y cerrarse a lo largo del show, además cuenta con una gran gama de efectos especiales como humo, pirotecnia, etc; y un gran juego de luces.

### Sinopsis

#### Versión inicial del espectáculo
El show comienza con un interludio en el que se muestran diversas escenas de varias presentaciones de Spears a lo largo de su carrera, tanto en premiaciones como en DVD de sus tours, luego el telón se abre y sale una bola blanca gigante desde lo alto de la pantalla principal, interpretando la primera estrofa de su sencillo «Work Bitch», al comenzar el primer coro de la canción, la bola llega al escenario principal y se abre, mostrando a Spears con un traje color piel con incrustaciones de diamantes, vestuario similar al de su presentación de «Oops!... I Did It Again» en los premios MTV Video Music Awards 2000 donde se la ve realizando coreografías muy complejas. Al terminar la canción, comienza a sonar «Womanizer», donde realiza coreografías muy bien elaboradas por el escenario con sus bailarines. Al terminar de cantar, agradece al público por su asistencia y les pide contar hasta 3, para dar inicio a la presentación de «3», bailando en una especie de triángulos tridimensionales, luego se muestra un video interludio donde cae nieve en la pantalla y la voz de Spears se escucha antes de salir con unas grandes alas de ángel para cantar su balada favorita «Everytime», simulando estar en una plaza donde sus bailarines son estatuas, luego al finalizar, sus bailarines realizan un interludio de baile para pasar del bien al mal, mientras Spears se cambia para aparecer con un leotardo negro con brillos y una banda en el cuello para cantar un medley con sus hits «...Baby One More Time»/«Oops!... I Did It Again», al terminar, se proyecta en el teatro imágenes con diferentes videos de Spears mientras suenan coros de sus mayores éxitos, para salir a cantar «Me Against the Music» usando un pantalón negro el cual tiene una abertura en la parte de abajo , zapatos negros con tacos, top negro, un chaleco y un gorro, mientras hace la coreografía original bailando entre paredes como en el video musical, para luego interpretar un medley entre sus sencillos de «Gimme More»/«Break the Ice»/«Piece of Me», realizando complejas coreografías por todo el escenario. 

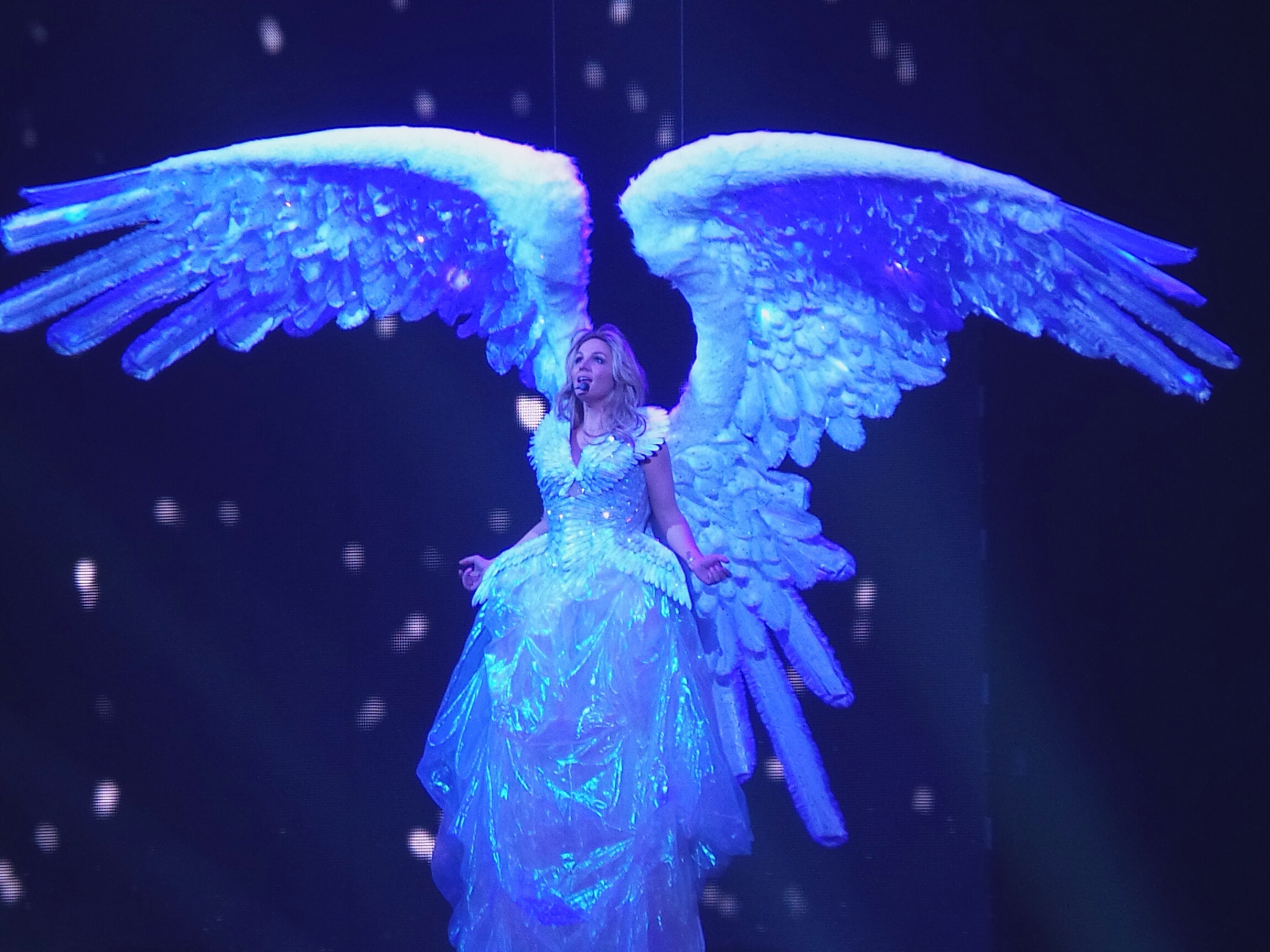
Spears interpretando «Everytime» (2013).

Luego de una breve pausa, se pasa un interludio con la canción «Scream & Shout», en la que will.i.am está en las pantallas cantando su parte virtualmente, mientras 2 bailarines con vestuarios neón realizan coreografías dentro de círculos que están dentro de una pirámide con punta plana, luego Spears sale al escenario con un vestido neón de los colores verde, naranja , amarillo y rosado mientras interpreta un remix electro de su sencillo «Boys». Luego interactúa con el público antes de dar inicio a la interpretación del segundo sencillo de su octavo álbum de estudio Britney Jean, «Perfume», en la que camina por todo el escenario saludando a sus fanes, para desaparecer mientras sus bailarines hacen un dance interludio con un remix de «Get Naked (I Got a Plan)» y sale a interpretar «I'm a Slave 4 U», con un ajustado traje de látex negro en medio de una plataforma con un espejo y fuentes de agua, realizando la coreografía original, al finalizar, interactúa con el público y sube a un fan al escenario para interpretar «Freakshow» y azotarlo, aludiendo a la esclavitud sexual, luego interpreta «Do Somethin'» acompañado de una coreografía con sillas. Luego, Spears desaparece del escenario mientras sus bailarines realizan un video/dance interludio, mientras visten como personajes circenses, y realizan actividades como acrobacias, coreografías, mientras Britney se cambia de vestuario, para aparecer en una plataforma que tiene un aro de fuego, interpretando su sencillo «Circus» con un leotardo de rayas blancas y negras, con partes doradas brillantes y una nueva peluca rubia corta con rulos, en esta presentación se utiliza una gran gama de efectos especiales como humo, lluvia de chispas, aros de fuego, pirotecnia, acrobacias, entre otras, al finalizar, interpreta «I Wanna Go», mientras interactúa con unas especies de espejos que tienen un video de Spears bailando una coreografía, similar a la presentación de «Lonely» en su Dream Within A Dream Tour (2001-2002), luego interpreta una versión acústica de «Lucky», mientras en las pantallas se muestran estrellas, aludiendo a la letra de la canción. Cerca del final del show, sus bailarines realizan un interludio en un estilo de selva, mientras Spears cambia su vestuario, para aparecer, con un leotardo negro con joyas de color rojo interpretando «Toxic» sobre un árbol gigante que sale de la pantalla central, luego baja con una acrobacia en arnés hacia el escenario principal, al terminar canta un medley entre sus sencillos «Stronger»/«(You Drive Me) Crazy» donde realizan coreografías por el escenario.
Spears agradece al público por asistir y pide que estén listos para la última canción, en eso comienza a sonar «Till the World Ends», mientras baila por la pasarela con sus bailarinas, al finalizar la canción, la bola gigante con la que comenzó el show, comienza a bajar desde lo alto del escenario mientras suena el último coro de la canción, Spears da un último saludo al público para entrar a la bola para que esta suba, mientras cae confeti por todo el teatro mientras suena un instrumental entre Till the World Ends/Work Bitch, mientras salen fuegos artificiales y el show termina.

#### Versión renovada del espectáculo
El show inicia con el telón inicial abriéndose mientras se oye una voz que introduce el espectáculo y muestra entre luces y sombras el escenario, sin proyectarse el interludio inicial, en su lugar, aparecen los bailarines, con nuevas vestimentas con estilo militar, y en el centro del escenario una estructura con escaleras y una especie de altar de cristal y neón donde, entre humo, aparece Spears por sorpresa con un nuevo vestuario que incluye un body militar, una chistera y una capa negra (simulando la apertura original del Femme Fatale Tour). Así, comienza el número de apertura con «Work Bitch» sin cambios en la coreografía original pero si en las imágenes proyectadas en las pantallas. A continuación, se realiza la interpretación de «Womanizer» con el mismo baile aunque con el añadido de un "break" y las luces de neón que originalmente se usaron en la eliminada actuación del sencillo «3» en la versión original del espectáculo. Seguidamente, Britney interactúa con el público mientras les dice "It's time Break the fuckin' Ice" para pasar a interpretar «Break the Ice», con una coreografía renovada y las voces originales de la canción al inicio, y «Piece of Me» con una escenografía también renovada, mientras en las pantallas del escenario se muestran consecutivamente tres palabras dichas en la canción las cuales son 'Famous', 'Shameless' y 'Piece of Me'. Así, se pasa al siguiente acto, que es iniciado con la actuación, sin cambiar, de «Me Against the Music» aunque con un nuevo estilismo para Spears basado en un top con corbata, unas bragitas y unas botas blancas altas, simulando un vestuario de colegiala, que es como Spears se dio a conocer en la industria. A continuación, se interpreta un tema añadido, «I Love Rock 'n' Roll» con una gran guitarra eléctrica, usada en la etapa norteamericana del Femme Fatale Tour de 2011, sobre la cual Spears interpreta y baila para bajar de ella y continuar con lo coreografiado y pasar a la actuación, renovada y prolongada, de «Gimme More». Donde además se realiza un nuevo y mejorado "break". 
A continuación, sin realizar cambios en la escenografía se pasa a la interpretación del bloque iniciado por «Everytime», pero con un nuevo vestuario. En esta parte del show, Britney aparece en escena como ángel, mientras simula los cambios de otoño a primavera, posteriormente baja mientras sus bailarines vestidos de negros y con telares negros simulando a ángeles caídos, la capturan hasta que finalmente Britney se convierte en el demonio para pasar a interpretar «...Baby One More Time» y «Oops!... I Did It Again», cabe destacar que Spears realiza un break entre las dos canciones. Así, pasamos al siguiente segmento del show, con el interludio de «Scream & Shout» y la actuación de «Boys», a la que se añade los láseres y un nuevo vestuario. Luego, Britney comienza a interpretar «Do You Wanna Come Over?» usando partes de la utilería usada en la canción «3» en la versión anterior del espectáculo. Seguidamente, se pasa a realizar un breve medley utilizado como número de baile con los temas “Work It”, ”Get Ur Freak On” y ”WTF” de la rapera Missy Elliot, siguiendo con la actuación de «Pretty Girls» con una elaborada coreografía. Cabe destacar que esta última canción fue añadida al repertorio de la residencia a partir de la novena etapa en 2015. El espectáculo continua sin cambios durante el siguiente acto que incluye el interludio de «Get Naked (I Got a Plan)» y las presentaciones de «I'm a Slave 4 U», «Freakshow», mientras ella tiene más protagonismo en escena que sus bailarines. Después, interpreta «Make Me...» realizando la misma coreografía de los MTV Video Music Awards 2016. Luego interpreta «Do Somethin'» pero con un nuevo vestuario para la cantante. Continuamos con el penúltimo segmento que si fue renovado. Iniciado con un nuevo vestuario imitando la estética de una domadora de circo, similar al utilizado en  The Circus Starring  de 2009, se interpreta «Circus» y se añaden cuatro nuevas canciones con elaboradas y provocativas coreografiaras, «If U Seek Amy», con una coreografía en la que se combinan elementos de circenses, «Breathe on Me» con sus bailarinas y las pantallas que fueron usadas en la actuación de «I Wanna Go». Al terminar, Spears comienza a interpretar «Slumber Party» usando una bata blanca y realizando una coreografía similar a la del videoclip. Finalmente interpreta «Touch of My Hand» donde Britney hace una acrobacia en el aire con 2 de sus bailarines. La cantante reutiliza el mismo vestuario que en «Circus» pero quitándose la chaqueta de domadora y utilizando una minifalda para «If U Seek Amy».
Finalmente, el espectáculo finaliza con el último bloque sin mostrar cambios en el repertorio, quedando como final las presentaciones, sin cambios manteniendo la escenografía original, de «Toxic», «Stronger» y «(You Drive Me) Crazy» con nuevos vestuarios. Para el número de cierre, se continúa usando el sencillo de 2011 «Till the World Ends», esta vez en lugar de acabar con la cantante desapareciendo del escenario en una gran bola suspendida en el aire, se queda en el escenario con sus bailarines y se despiden juntos mientras cae confeti por todo el teatro mientras salen fuegos artificiales y el show termina.
- Nota: Durante la realización de la residencia, Spears fue variando y cambiando algunos de los vestuarios, así como su peinados, que usaba en el espectáculo. Dando lugar a variaciones en su aspecto a lo largo de las diferentes etapas.

### Canciones

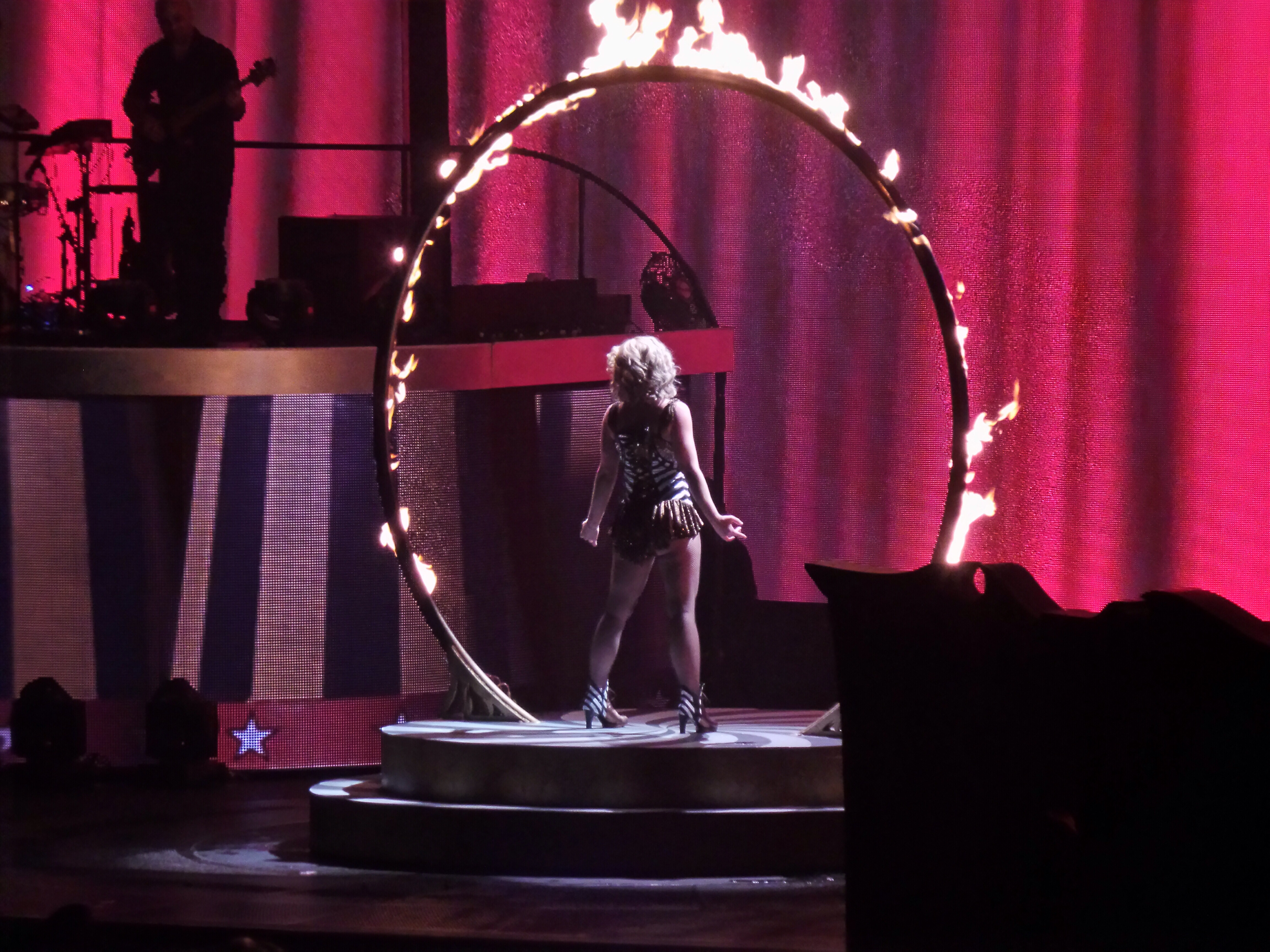
Spears al inicio de la interpretación de «Circus» (2013).

El repertorio original de la residencia, está conformado por veintitrés canciones, con los sencillos «Work Bitch» y «Perfume» de Britney Jean. El repertorio también incluye a diecinueve sencillos de Britney Spears lanzados entre los años 1998 y 2012. Ellos, por orden cronológico de lanzamiento, son: «...Baby One More Time», «(You Drive Me) Crazy», «Oops!... I Did It Again», «Lucky», «Stronger», «I'm a Slave 4 U», «Boys», «Me Against the Music», «Toxic», «Everytime», «Do Somethin'», «Gimme More», «Piece of Me», «Break the Ice», «Womanizer», «Circus», «3», «I Wanna Go» y «Till the World Ends». Además se incluyen temas del álbum Blackout (2007) que no fueron lanzados como sencillos, estos son: «Freakshow» y como interludio «Get Naked (I Got a Plan)». También se incluyó «Scream & Shout» a dúo con Will.i.am como vídeo interludio. En agosto de 2015, se añadió «Pretty Girls» al repertorio.
Cabe destacar que los temas «(You Drive Me) Crazy» y «Oops!... I Did It Again» tenían aproximadamente 8 años sin ser puestos en escena, las pistas «Lucky» y «Stronger» tenían 11 años sin interpretarse y el sencillo «Break The Ice» nunca había sido agregado a un repertorio.
Tras dos años de residencia en la ciudad del pecado, Spears decidió renovar el espectáculo, dando lugar nuevas coreografías, vestuarios... Así, el repertorio original fue modelado dando lugar a uno cambiado a partir de febrero de 2016. En esta nueva versión del show, «3», «Perfume», «I Wanna Go» y «Lucky» fueron retiradas para poder incluir «I Love Rock 'n' Roll», un popurrí con canciones de la rapera Missy Elliot utilizado como número de baile, «If U Seek Amy», «Breathe on Me» y «Touch of My Hand».
En agosto de 2016, con el motivo del lanzamiento del nuevo disco de la cantante “Glory”, el espectáculo fue ligeramente modificado. «Pretty Girls» fue eliminada del repertorio para introducir dos nuevas canciones, siendo ambas interpretadas por primera vez. La primera era el nuevo sencillo de la cantante, «Make Me...», introducida en el Acto V y la segunda canción, perteneciente a su nuevo álbum , «Do You Wanna Come Over» en el Acto IV. En el concierto del 16 de noviembre de 2016 fue agregada la canción «Slumber Party», ya que fue escogida como segundo sencillo de su álbum.

## Promoción

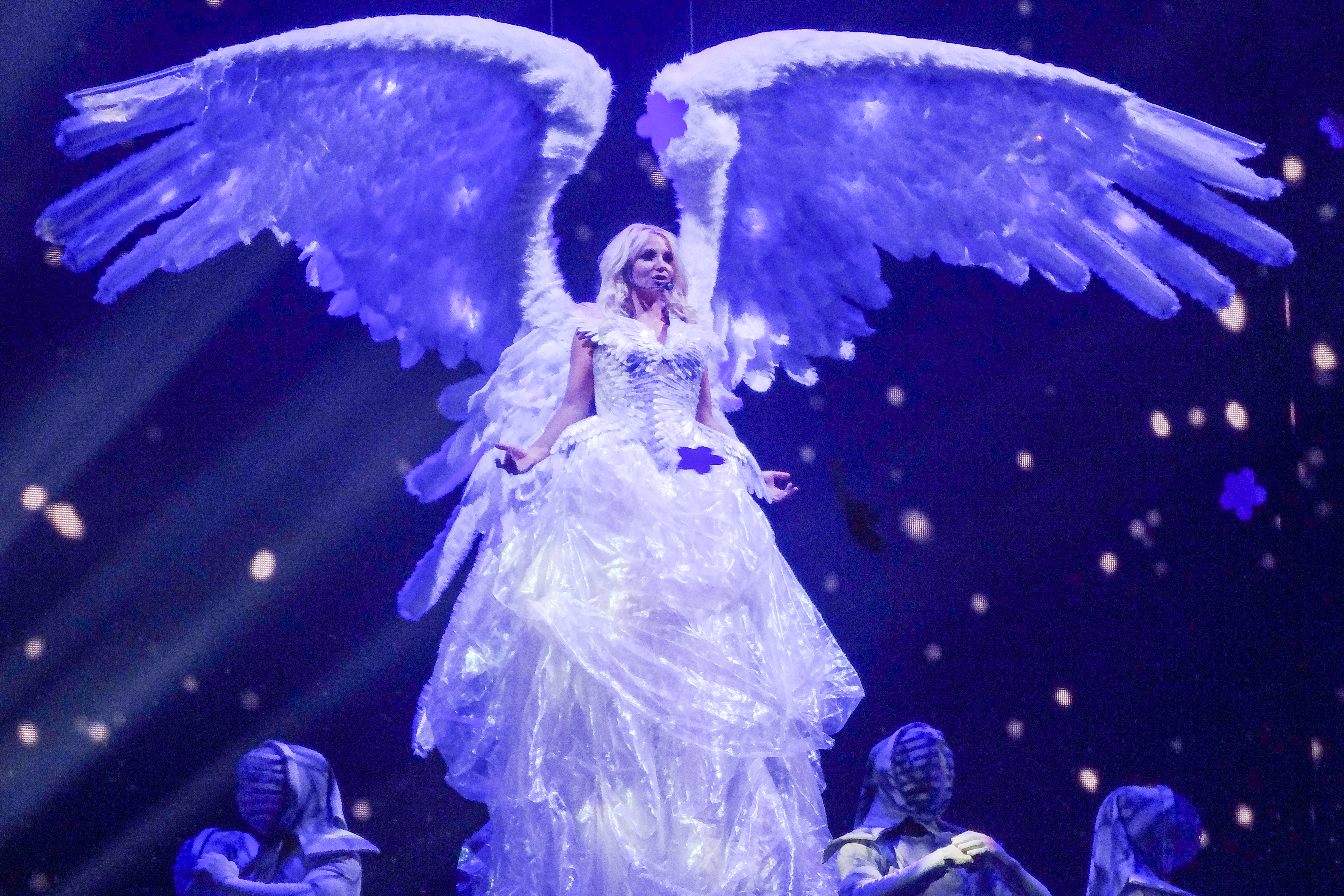
Spears durante la presentación de «Everytime» en un espectáculo.

Britney: Piece Of Me fue promocionado mediante apariciones en diversos medios de comunicación, ofreciendo entrevistas y siendo portada de diferentes revistas musicales y de actualidad.
I Am Britney Jean:
El show se promocionó principalmente en el documental I Am Britney Jean del canal estadounidense E!, inicialmente el documental se pensó para promover su octavo álbum, Britney Jean (2013), pero finalmente se centró en todo el trabajo previo a los espectáculos en Las Vegas. En el documental se muestra la preparación para los shows, vestuarios, coreografías y del escenario. En dicho documental también incluía la elección del repertorio donde las canciones «Get Naked (I Got a Plan)», «If U Seek Amy» y «Hot As Ice» estaban en la lista de canciones para ser incluidas en el repertorio, de las cuales solo dos serían añadidas: la primera como un interludio y la segunda en la versión renovada del espectáculo, respectivamente. Dicho documental se estrenó en E! 22 de diciembre de 2013 con una gran audiencia. 
Presentación en los Billboard Music Awards 2016: 
El 22 de mayo de 2016 hizo una presentación en directo en los Billboard Music Awards de 2016, formando parte de la promoción del show. Spears realizó una actuación de sus más grandes éxitos en la premiación, debido a que fue homenajeada con el premio Billboard Millennium Award, el cual reconoce los logros de su carrera e influencia en la industria de la música. La actuación fue iniciada con un vídeo donde se reconoce y muestra los logros de la cantante, para pasar al número inaugural de la gala. La presentación incluyó «Work Bitch», «Womanizer», «I Love Rock 'n' Roll», «Breathe on Me», «I'm a Slave 4 U», «Touch of My Hand» y «Toxic». Durante los casi ocho minutos que duró la interpretación, fueron utilizados algunos de los elementos usados en la residencia, como la plataforma de neón que abre el espectáculo o la guitarra gigante. Spears fue ovacionada y recibió muy buenas críticas por el popurrí realizado en el espectáculo, alegando que «Britney había vuelto por todo lo alto», en referencia a su energía y baile. Asimismo, dicha actuación obtuvo una gran acogida, siendo la actuación más comentada de la noche y considerada como la mejor de toda la gala. Pocos días después de la ceremonia, el vídeo de la actuación de Spears fue publicada libremente en el canal Vevo de la cantante.
Apple Music Festival 2016: 
El 27 de septiembre de 2016, Spears llevó a cabo todo el espectáculo de residencia, con la exclusión de 'Everytime' y 'I Love Rock N'Roll', en vivo de The Roundhouse en Londres, Inglaterra, como parte del festival de música de Apple 10. Esta es la primera actuación en el que el residencia completa se llevó a cabo fuera de Las Vegas. Esta presentación sirvió como promoción del show en el continente Europeo. 
- Nota: Cabe destacar además, que independientemente del año, en la televisión norteamericana de emiten comerciales del espectáculo donde se muestras pequeñas escenas del espectáculo de la cantante para anunciar la residencia en Las Vegas.

### Emisiones y grabaciones
Presentación en los Billboard Music Awards 2015: 
El 17 de mayo de 2015 hizo una presentación en los Billboard Music Awards de 2015 donde dicha presentación fue televisada desde el Planet Hollywood formando parte de la promoción del show, Spears interpretó su sencillo «Pretty Girls» con Iggy Azalea. El momento de dicha actuación fue el momento de la gala donde se consiguieron los datos de audiencia más relevantes de toda la noche, siendo el "minuto de oro" en datos de telespectadores. Dicha presentación marco un antes y un después en la carrera de Spears ya que este fue el regreso de Britney a las presentaciones en vivo (como artista principal) después de 8 años, cuando ella se presentó con Gimme More en el MTV Video Music Awards de 2007. Desde entonces, la cantante solo se presentó en un premio fuera de los Estados Unidos como artista principal en los Bambi Awards 2008 y en los Billboard Awards del 2011 fue invitada especial (sorpresa) de Rihanna y Nicki Minaj. 
 The Today Show:  El 1 de septiembre, Britney apareció por primera vez en quince años en el programa The Today Show de NBC en donde fue entrevistada y luego presentó las canciones «Make Me...» y «Do You Wanna Come Over?» dicha presentación fue televisada desde el Planet Hollywood.
 Dick Clark's New Year's Rockin' Eve: El 21 de diciembre de 2017 fue anunciado que el espectáculo llevado a cabo por la cantante en Las Vegas sería parcialmente transmitido por televisión durante el programa  Dick Clark's New Year's Rockin' Eve '18 with Ryan Seacrest, durante los especiales de la noche de fin de año. Se televisaron las presentaciones de "Toxic" y "Work Bitch", siendo este segmento del programa el más visto de la noche con más de 25 millones de telespectadores.

## Legado

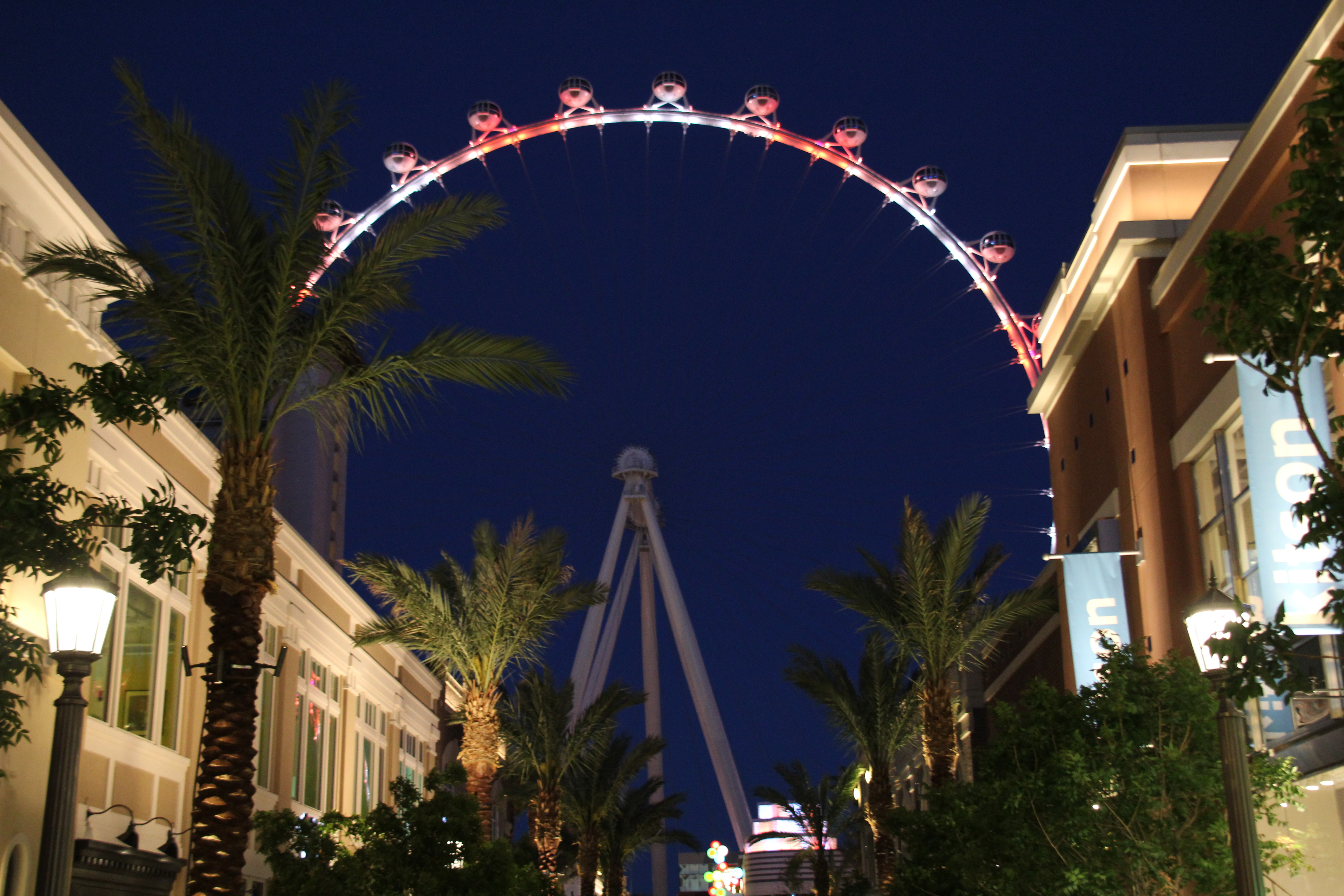
Una vista de la High Roller en The LINQ, donde Spears fue honrada con una llave de la ciudad de Las Vegas en 2014.

El éxito de la residencia destacó un cambio tanto en la cultura y la demografía de la franja de Las Vegas después de su inauguración en diciembre de 2013. Spears ya se ha acreditado por haber jugado un papel vital en la expansión de la vida nocturna y la atracción de multitudes más jóvenes de la ciudad. También se informó de que la residencia trajo un adicional de $20 millones en ganancias anuales por Planet Hollywood, lo que le permite revitalizar la propiedad en términos de las finanzas y la popularidad.
En 2014, Caesars Entertainment Corporation honro a Spears con su propio día de fiesta, anunciando que el 5 de noviembre serias oficialmente conocido como el "Día de Britney" (Britney Day) en la ciudad del pecado. El 5 de noviembre de 2014, una ceremonia especial se celebró en honor de Spears en El Linq Promenade, donde se presentó con la Llave de la Ciudad de Las Vegas gracias al Comisario del Condado de Clark Steve Sisolak y del presidente regional de Planet Hollywood, David Hoenemeyer. Spears ha sido considerada como una pionera en Las Vegas, siendo el primer gran artista de corriente principal del pop a aceptar una oferta de la residencia en la ciudad. Desde el debut de la residencia, otros artistas importantes, como Jennifer Lopez, Lady Gaga, Ricky Martin o Mariah Carey, han seguido los pasos de Spears y han aceptado la oferta de realizar sus propias residencias, Jennifer Lopez: All I Have por una parte y Mariah Carey: #1's por otra. Al igual que Spears, López también se presentará en el Axis de Planet Hollywood, pero por un período más corto de tiempo para complementar la oferta del resorte durante los meses en que la cantante no este realizado su propia residencia.
Varias celebridades fueron a la residencia, incluyendo Beyoncé, Miley Cyrus, Lady Gaga, Jennifer Lopez, Katy Perry, Shania Twain, Sia, Avril Lavigne, Jessica Alba, Selena Gomez, Fergie, Serena Williams, Adam Lambert, Arnold Schwarzenegger, Steven Tyler, Kelly Clarkson, Paris Hilton, Paula Abdul, Kesha, Lionel Richie, Calvin Harris, Jay Z, Marina and the Diamonds, Nicole Richie, Nick Jonas, Zac Efron, Joe Jonas, Fifth Harmony, Iggy Azalea, Skrillex entre otros.

## Repertorio
| 2013-2015 (Versión inicial del espectáculo) Acto I - "Britney" 1. «Work Bitch» 2. «Womanizer» 3. «3» Acto II - "Angelic" 1. «Everytime» - Medley - "Gothic" : 1. «...Baby One More Time» 2. «Oops!... I Did It Again» Acto III - "The Hits" - «Radar» (Interludio) 1. «Me Against the Music» - Medley: 1. «Gimme More» 2. «Break the Ice» 3. «Piece of Me» Acto IV - "Club / Vibe" - «Scream & Shout» (Interludio) 1. «Boys» 2. «Pretty Girls» (desde agosto de 2015) 3. «Perfume» Acto V - "Sexy Back" - «Get Naked (I Got a Plan)» (Interludio) 1. «I'm a Slave 4 U» 2. «Freakshow» 3. «Do Somethin'» Acto VI - "Magic Show" 1. «Circus» 2. «I Wanna Go» 3. «Lucky» Acto VII - "Jungle Fever" 1. «Toxic» - Medley: 1. «Stronger» 2. «(You Drive Me) Crazy» Encore 1. «Till the World Ends» (Contiene elementos de Work Bitch) | 2016-2017 (Versión renovada del espectáculo) Acto I - "Britney" 1. «Work Bitch» 2. «Womanizer» 3. «Break the Ice» 4. «Piece of Me» Acto II - "The Hits" - «Radar» (Interludio) (Cambiado por «Change Your Mind (No Seas Cortés)» en enero de 2017) 1. «Me Against the Music» 2. «I Love Rock 'n' Roll» 3. «Gimme More» Acto III - "Angelic" 1. «Everytime» - Medley - "Gothic" : 1. «...Baby One More Time» 2. «Oops!... I Did It Again» Acto IV - "Club / Vibe" - «Scream & Shout» (Interludio) 1. «Boys» 2. «Do You Wanna Come Over?» (agregada el 17 de agosto de 2016) 3. Missy Elliot Medley (“Work It”/”Get Ur Freak On”/”WTF”) 4. «Pretty Girls» (hasta el 13 de julio de 2016) Acto V - "Sexy Back" - «Get Naked (I Got a Plan)» (Interludio) 1. «I'm a Slave 4 U» 2. «Make Me...» (agregada el 17 de agosto de 2016) 3. «Freakshow» 4. «Do Somethin'» Acto VI - "Magic Show" 1. «Circus» 2. «If U Seek Amy» 3. «Breathe on Me» 4. «Slumber Party» (agregada el 16 de noviembre de 2016) 5. «Touch of My Hand» Acto VII - "Jungle Fever" 1. «Toxic» - Medley: 1. «Stronger» 2. «(You Drive Me) Crazy» Encore 1. «Till the World Ends» (Contiene elementos de Work Bitch) |

Referencia:
| Notas |
| --- |
| - Durante algunas fechas de la Etapa 2, Spears interpretó «Alien» en el Acto V y en la Etapa 4 fue en el Acto IV. - A partir de la novena etapa, «I Wanna Go» dejó de ser interpretada y fue reemplazada por «Pretty Girls», siendo esta agregada después de «Boys» en el acto IV y no en el lugar de la primera, que se correspondería con el Acto VI. - A partir de agosto de 2016, «Pretty Girls» fue eliminada del repertorio para introducir dos nuevas canciones, siendo ambas interpretadas por primera vez. La primera era el nuevo sencillo de la cantante, «Make Me...», introducida en el Acto V y la segunda canción, perteneciente a su nuevo álbum “Glory”, «Do You Wanna Come Over» en el Acto IV. - En el concierto del 21 de octubre, Spears estuvo acompañada por G-Eazy para interpretar juntos el medley los sencillos «Make Me...» y «Me, Myself & I». - En el concierto del 16 de noviembre de 2016 fue agregada la canción «Slumber Party», ya que fue escogida como segundo sencillo de su álbum. - A partir del concierto del 25 de enero de 2017 el interludio «Radar» fue reemplazada por «Change Your Mind (No Seas Cortés)». Asimismo, esa misma noche Spears estuvo acompañada por Tinashe para interpretar su sencillo colaborativo «Slumber Party». - El 19 de agosto de 2017, Britney cantó en vivo una versión de "Something to Talk About" de la cantante Bonnie Raitt. |

## Fechas
| Fecha                    | Ciudad    | País           | Recinto                          | Asistencia          | Recaudación  |
| ------------------------ | --------- | -------------- | -------------------------------- | ------------------- | ------------ |
| Norteamérica             |           |                |                                  |                     |              |
| Etapa 1                  |           |                |                                  |                     |              |
| 27 de diciembre de 2013  | Las Vegas | Estados Unidos | Planet Hollywood Resort & Casino | 17 803 / 17 803     | $2 470 021   |
| 28 de diciembre de 2013  | Las Vegas | Estados Unidos | Planet Hollywood Resort & Casino | 17 803 / 17 803     | $2 470 021   |
| 30 de diciembre de 2013  | Las Vegas | Estados Unidos | Planet Hollywood Resort & Casino | 17 803 / 17 803     | $2 470 021   |
| 31 de diciembre de 2013  | Las Vegas | Estados Unidos | Planet Hollywood Resort & Casino | 17 803 / 17 803     | $2 470 021   |
| Etapa 2                  |           |                |                                  |                     |              |
| 29 de enero de 2014      | Las Vegas | Estados Unidos | Planet Hollywood Resort & Casino | 53 798 / 53 798     | $8 011 280   |
| 31 de enero de 2014      | Las Vegas | Estados Unidos | Planet Hollywood Resort & Casino | 53 798 / 53 798     | $8 011 280   |
| 1 de febrero de 2014     | Las Vegas | Estados Unidos | Planet Hollywood Resort & Casino | 53 798 / 53 798     | $8 011 280   |
| 4 de febrero de 2014     | Las Vegas | Estados Unidos | Planet Hollywood Resort & Casino | 53 798 / 53 798     | $8 011 280   |
| 7 de febrero de 2014     | Las Vegas | Estados Unidos | Planet Hollywood Resort & Casino | 53 798 / 53 798     | $8 011 280   |
| 8 de febrero de 2014     | Las Vegas | Estados Unidos | Planet Hollywood Resort & Casino | 53 798 / 53 798     | $8 011 280   |
| 12 de febrero de 2014    | Las Vegas | Estados Unidos | Planet Hollywood Resort & Casino | 53 798 / 53 798     | $8 011 280   |
| 14 de febrero de 2014    | Las Vegas | Estados Unidos | Planet Hollywood Resort & Casino | 53 798 / 53 798     | $8 011 280   |
| 15 de febrero de 2014    | Las Vegas | Estados Unidos | Planet Hollywood Resort & Casino | 53 798 / 53 798     | $8 011 280   |
| 18 de febrero de 2014    | Las Vegas | Estados Unidos | Planet Hollywood Resort & Casino | 53 798 / 53 798     | $8 011 280   |
| 19 de febrero de 2014    | Las Vegas | Estados Unidos | Planet Hollywood Resort & Casino | 53 798 / 53 798     | $8 011 280   |
| 22 de febrero de 2014    | Las Vegas | Estados Unidos | Planet Hollywood Resort & Casino | 53 798 / 53 798     | $8 011 280   |
| Etapa 3                  |           |                |                                  |                     |              |
| 25 de abril de 2014      | Las Vegas | Estados Unidos | Planet Hollywood Resort & Casino | 49 290 / 49 290     | $7 950 813   |
| 26 de abril de 2014      | Las Vegas | Estados Unidos | Planet Hollywood Resort & Casino | 49 290 / 49 290     | $7 950 813   |
| 30 de abril de 2014      | Las Vegas | Estados Unidos | Planet Hollywood Resort & Casino | 49 290 / 49 290     | $7 950 813   |
| 2 de mayo de 2014        | Las Vegas | Estados Unidos | Planet Hollywood Resort & Casino | 49 290 / 49 290     | $7 950 813   |
| 3 de mayo de 2014        | Las Vegas | Estados Unidos | Planet Hollywood Resort & Casino | 49 290 / 49 290     | $7 950 813   |
| 6 de mayo de 2014        | Las Vegas | Estados Unidos | Planet Hollywood Resort & Casino | 49 290 / 49 290     | $7 950 813   |
| 7 de mayo de 2014        | Las Vegas | Estados Unidos | Planet Hollywood Resort & Casino | 49 290 / 49 290     | $7 950 813   |
| 9 de mayo de 2014        | Las Vegas | Estados Unidos | Planet Hollywood Resort & Casino | 49 290 / 49 290     | $7 950 813   |
| 10 de mayo de 2014       | Las Vegas | Estados Unidos | Planet Hollywood Resort & Casino | 49 290 / 49 290     | $7 950 813   |
| 14 de mayo de 2014       | Las Vegas | Estados Unidos | Planet Hollywood Resort & Casino | 49 290 / 49 290     | $7 950 813   |
| 16 de mayo de 2014       | Las Vegas | Estados Unidos | Planet Hollywood Resort & Casino | 49 290 / 49 290     | $7 950 813   |
| 17 de mayo de 2014       | Las Vegas | Estados Unidos | Planet Hollywood Resort & Casino | 49 290 / 49 290     | $7 950 813   |
| Etapa 4                  |           |                |                                  |                     |              |
| 15 de agosto de 2014     | Las Vegas | Estados Unidos | Planet Hollywood Resort & Casino | 59 262 / 63 753     | $8 757 082   |
| 16 de agosto de 2014     | Las Vegas | Estados Unidos | Planet Hollywood Resort & Casino | 59 262 / 63 753     | $8 757 082   |
| 19 de agosto de 2014     | Las Vegas | Estados Unidos | Planet Hollywood Resort & Casino | 59 262 / 63 753     | $8 757 082   |
| 23 de agosto de 2014     | Las Vegas | Estados Unidos | Planet Hollywood Resort & Casino | 59 262 / 63 753     | $8 757 082   |
| 24 de agosto de 2014     | Las Vegas | Estados Unidos | Planet Hollywood Resort & Casino | 59 262 / 63 753     | $8 757 082   |
| 27 de agosto de 2014     | Las Vegas | Estados Unidos | Planet Hollywood Resort & Casino | 59 262 / 63 753     | $8 757 082   |
| 28 de agosto de 2014     | Las Vegas | Estados Unidos | Planet Hollywood Resort & Casino | 59 262 / 63 753     | $8 757 082   |
| 30 de agosto de 2014     | Las Vegas | Estados Unidos | Planet Hollywood Resort & Casino | 59 262 / 63 753     | $8 757 082   |
| 31 de agosto de 2014     | Las Vegas | Estados Unidos | Planet Hollywood Resort & Casino | 59 262 / 63 753     | $8 757 082   |
| 3 de septiembre de 2014  | Las Vegas | Estados Unidos | Planet Hollywood Resort & Casino | 59 262 / 63 753     | $8 757 082   |
| 5 de septiembre de 2014  | Las Vegas | Estados Unidos | Planet Hollywood Resort & Casino | 59 262 / 63 753     | $8 757 082   |
| 6 de septiembre de 2014  | Las Vegas | Estados Unidos | Planet Hollywood Resort & Casino | 59 262 / 63 753     | $8 757 082   |
| 10 de septiembre de 2014 | Las Vegas | Estados Unidos | Planet Hollywood Resort & Casino | 59 262 / 63 753     | $8 757 082   |
| Etapa 5                  |           |                |                                  |                     |              |
| 3 de octubre de 2014     | Las Vegas | Estados Unidos | Planet Hollywood Resort & Casino | 65 617 / 77 443     | $8 327 249   |
| 4 de octubre de 2014     | Las Vegas | Estados Unidos | Planet Hollywood Resort & Casino | 65 617 / 77 443     | $8 327 249   |
| 8 de octubre de 2014     | Las Vegas | Estados Unidos | Planet Hollywood Resort & Casino | 65 617 / 77 443     | $8 327 249   |
| 10 de octubre de 2014    | Las Vegas | Estados Unidos | Planet Hollywood Resort & Casino | 65 617 / 77 443     | $8 327 249   |
| 11 de octubre de 2014    | Las Vegas | Estados Unidos | Planet Hollywood Resort & Casino | 65 617 / 77 443     | $8 327 249   |
| 15 de octubre de 2014    | Las Vegas | Estados Unidos | Planet Hollywood Resort & Casino | 65 617 / 77 443     | $8 327 249   |
| 17 de octubre de 2014    | Las Vegas | Estados Unidos | Planet Hollywood Resort & Casino | 65 617 / 77 443     | $8 327 249   |
| 18 de octubre de 2014    | Las Vegas | Estados Unidos | Planet Hollywood Resort & Casino | 65 617 / 77 443     | $8 327 249   |
| 22 de octubre de 2014    | Las Vegas | Estados Unidos | Planet Hollywood Resort & Casino | 65 617 / 77 443     | $8 327 249   |
| 24 de octubre de 2014    | Las Vegas | Estados Unidos | Planet Hollywood Resort & Casino | 65 617 / 77 443     | $8 327 249   |
| 25 de octubre de 2014    | Las Vegas | Estados Unidos | Planet Hollywood Resort & Casino | 65 617 / 77 443     | $8 327 249   |
| 29 de octubre de 2014    | Las Vegas | Estados Unidos | Planet Hollywood Resort & Casino | 65 617 / 77 443     | $8 327 249   |
| 31 de octubre de 2014    | Las Vegas | Estados Unidos | Planet Hollywood Resort & Casino | 65 617 / 77 443     | $8 327 249   |
| 1 de noviembre de 2014   | Las Vegas | Estados Unidos | Planet Hollywood Resort & Casino | 65 617 / 77 443     | $8 327 249   |
| 5 de noviembre de 2014   | Las Vegas | Estados Unidos | Planet Hollywood Resort & Casino | 65 617 / 77 443     | $8 327 249   |
| 7 de noviembre de 2014   | Las Vegas | Estados Unidos | Planet Hollywood Resort & Casino | 65 617 / 77 443     | $8 327 249   |
| 8 de noviembre de 2014   | Las Vegas | Estados Unidos | Planet Hollywood Resort & Casino | 65 617 / 77 443     | $8 327 249   |
| Etapa 6                  |           |                |                                  |                     |              |
| 27 de diciembre de 2014  | Las Vegas | Estados Unidos | Planet Hollywood Resort & Casino | 16 895 / 18 221     | $2 799 641   |
| 28 de diciembre de 2014  | Las Vegas | Estados Unidos | Planet Hollywood Resort & Casino | 16 895 / 18 221     | $2 799 641   |
| 30 de diciembre de 2014  | Las Vegas | Estados Unidos | Planet Hollywood Resort & Casino | 16 895 / 18 221     | $2 799 641   |
| 31 de diciembre de 2014  | Las Vegas | Estados Unidos | Planet Hollywood Resort & Casino | 16 895 / 18 221     | $2 799 641   |
| Etapa 7                  |           |                |                                  |                     |              |
| 28 de enero de 2015      | Las Vegas | Estados Unidos | Planet Hollywood Resort & Casino | 58 001 / 80 189     | $8 134 492   |
| 30 de enero de 2015      | Las Vegas | Estados Unidos | Planet Hollywood Resort & Casino | 58 001 / 80 189     | $8 134 492   |
| 31 de enero de 2015      | Las Vegas | Estados Unidos | Planet Hollywood Resort & Casino | 58 001 / 80 189     | $8 134 492   |
| 4 de febrero de 2015     | Las Vegas | Estados Unidos | Planet Hollywood Resort & Casino | 58 001 / 80 189     | $8 134 492   |
| 6 de febrero de 2015     | Las Vegas | Estados Unidos | Planet Hollywood Resort & Casino | 58 001 / 80 189     | $8 134 492   |
| 7 de febrero de 2015     | Las Vegas | Estados Unidos | Planet Hollywood Resort & Casino | 58 001 / 80 189     | $8 134 492   |
| 11 de febrero de 2015    | Las Vegas | Estados Unidos | Planet Hollywood Resort & Casino | 58 001 / 80 189     | $8 134 492   |
| 13 de febrero de 2015    | Las Vegas | Estados Unidos | Planet Hollywood Resort & Casino | 58 001 / 80 189     | $8 134 492   |
| 14 de febrero de 2015    | Las Vegas | Estados Unidos | Planet Hollywood Resort & Casino | 58 001 / 80 189     | $8 134 492   |
| 17 de febrero de 2015    | Las Vegas | Estados Unidos | Planet Hollywood Resort & Casino | 58 001 / 80 189     | $8 134 492   |
| 18 de febrero de 2015    | Las Vegas | Estados Unidos | Planet Hollywood Resort & Casino | 58 001 / 80 189     | $8 134 492   |
| 20 de febrero de 2015    | Las Vegas | Estados Unidos | Planet Hollywood Resort & Casino | 58 001 / 80 189     | $8 134 492   |
| 21 de febrero de 2015    | Las Vegas | Estados Unidos | Planet Hollywood Resort & Casino | 58 001 / 80 189     | $8 134 492   |
| 25 de febrero de 2015    | Las Vegas | Estados Unidos | Planet Hollywood Resort & Casino | 58 001 / 80 189     | $8 134 492   |
| 27 de febrero de 2015    | Las Vegas | Estados Unidos | Planet Hollywood Resort & Casino | 58 001 / 80 189     | $8 134 492   |
| 28 de febrero de 2015    | Las Vegas | Estados Unidos | Planet Hollywood Resort & Casino | 58 001 / 80 189     | $8 134 492   |
| 4 de marzo de 2015       | Las Vegas | Estados Unidos | Planet Hollywood Resort & Casino | 58 001 / 80 189     | $8 134 492   |
| 6 de marzo de 2015       | Las Vegas | Estados Unidos | Planet Hollywood Resort & Casino | 58 001 / 80 189     | $8 134 492   |
| 7 de marzo de 2015       | Las Vegas | Estados Unidos | Planet Hollywood Resort & Casino | 58 001 / 80 189     | $8 134 492   |
| Etapa 8                  |           |                |                                  |                     |              |
| 15 de abril de 2015      | Las Vegas | Estados Unidos | Planet Hollywood Resort & Casino | 44 948 / 54 791     | $5 971 614   |
| 17 de abril de 2015      | Las Vegas | Estados Unidos | Planet Hollywood Resort & Casino | 44 948 / 54 791     | $5 971 614   |
| 18 de abril de 2015      | Las Vegas | Estados Unidos | Planet Hollywood Resort & Casino | 44 948 / 54 791     | $5 971 614   |
| 22 de abril de 2015      | Las Vegas | Estados Unidos | Planet Hollywood Resort & Casino | 44 948 / 54 791     | $5 971 614   |
| 24 de abril de 2015      | Las Vegas | Estados Unidos | Planet Hollywood Resort & Casino | 44 948 / 54 791     | $5 971 614   |
| 25 de abril de 2015      | Las Vegas | Estados Unidos | Planet Hollywood Resort & Casino | 44 948 / 54 791     | $5 971 614   |
| 29 de abril de 2015      | Las Vegas | Estados Unidos | Planet Hollywood Resort & Casino | 44 948 / 54 791     | $5 971 614   |
| 8 de mayo de 2015        | Las Vegas | Estados Unidos | Planet Hollywood Resort & Casino | 44 948 / 54 791     | $5 971 614   |
| 10 de mayo de 2015       | Las Vegas | Estados Unidos | Planet Hollywood Resort & Casino | 44 948 / 54 791     | $5 971 614   |
| 13 de mayo de 2015       | Las Vegas | Estados Unidos | Planet Hollywood Resort & Casino | 44 948 / 54 791     | $5 971 614   |
| 15 de mayo de 2015       | Las Vegas | Estados Unidos | Planet Hollywood Resort & Casino | 44 948 / 54 791     | $5 971 614   |
| 16 de mayo de 2015       | Las Vegas | Estados Unidos | Planet Hollywood Resort & Casino | 44 948 / 54 791     | $5 971 614   |
| 20 de mayo de 2015       | Las Vegas | Estados Unidos | Planet Hollywood Resort & Casino | 44 948 / 54 791     | $5 971 614   |
| Etapa 9                  |           |                |                                  |                     |              |
| 5 de agosto de 2015      | Las Vegas | Estados Unidos | Planet Hollywood Resort & Casino | 42 397 / 54 899     | $5 829 970   |
| 7 de agosto de 2015      | Las Vegas | Estados Unidos | Planet Hollywood Resort & Casino | 42 397 / 54 899     | $5 829 970   |
| 8 de agosto de 2015      | Las Vegas | Estados Unidos | Planet Hollywood Resort & Casino | 42 397 / 54 899     | $5 829 970   |
| 12 de agosto de 2015     | Las Vegas | Estados Unidos | Planet Hollywood Resort & Casino | 42 397 / 54 899     | $5 829 970   |
| 14 de agosto de 2015     | Las Vegas | Estados Unidos | Planet Hollywood Resort & Casino | 42 397 / 54 899     | $5 829 970   |
| 15 de agosto de 2015     | Las Vegas | Estados Unidos | Planet Hollywood Resort & Casino | 42 397 / 54 899     | $5 829 970   |
| 18 de agosto de 2015     | Las Vegas | Estados Unidos | Planet Hollywood Resort & Casino | 42 397 / 54 899     | $5 829 970   |
| 19 de agosto de 2015     | Las Vegas | Estados Unidos | Planet Hollywood Resort & Casino | 42 397 / 54 899     | $5 829 970   |
| 21 de agosto de 2015     | Las Vegas | Estados Unidos | Planet Hollywood Resort & Casino | 42 397 / 54 899     | $5 829 970   |
| 22 de agosto de 2015     | Las Vegas | Estados Unidos | Planet Hollywood Resort & Casino | 42 397 / 54 899     | $5 829 970   |
| 26 de agosto de 2015     | Las Vegas | Estados Unidos | Planet Hollywood Resort & Casino | 42 397 / 54 899     | $5 829 970   |
| 28 de agosto de 2015     | Las Vegas | Estados Unidos | Planet Hollywood Resort & Casino | 42 397 / 54 899     | $5 829 970   |
| 29 de agosto de 2015     | Las Vegas | Estados Unidos | Planet Hollywood Resort & Casino | 42 397 / 54 899     | $5 829 970   |
| 2 de septiembre de 2015  | Las Vegas | Estados Unidos | Planet Hollywood Resort & Casino | 13 757 / 17 213     | $1 929 367   |
| 4 de septiembre de 2015  | Las Vegas | Estados Unidos | Planet Hollywood Resort & Casino | 13 757 / 17 213     | $1 929 367   |
| 5 de septiembre de 2015  | Las Vegas | Estados Unidos | Planet Hollywood Resort & Casino | 13 757 / 17 213     | $1 929 367   |
| 9 de septiembre de 2015  | Las Vegas | Estados Unidos | Planet Hollywood Resort & Casino | 13 757 / 17 213     | $1 929 367   |
| Etapa 10                 |           |                |                                  |                     |              |
| 14 de octubre de 2015    | Las Vegas | Estados Unidos | Planet Hollywood Resort & Casino | 10 439 / 12 778     | $1 439 280   |
| 16 de octubre de 2015    | Las Vegas | Estados Unidos | Planet Hollywood Resort & Casino | 10 439 / 12 778     | $1 439 280   |
| 17 de octubre de 2015    | Las Vegas | Estados Unidos | Planet Hollywood Resort & Casino | 10 439 / 12 778     | $1 439 280   |
| 21 de octubre de 2015    | Las Vegas | Estados Unidos | Planet Hollywood Resort & Casino | 25 752 / 37 501     | $3 367 985   |
| 23 de octubre de 2015    | Las Vegas | Estados Unidos | Planet Hollywood Resort & Casino | 25 752 / 37 501     | $3 367 985   |
| 24 de octubre de 2015    | Las Vegas | Estados Unidos | Planet Hollywood Resort & Casino | 25 752 / 37 501     | $3 367 985   |
| 28 de octubre de 2015    | Las Vegas | Estados Unidos | Planet Hollywood Resort & Casino | 25 752 / 37 501     | $3 367 985   |
| 30 de octubre de 2015    | Las Vegas | Estados Unidos | Planet Hollywood Resort & Casino | 25 752 / 37 501     | $3 367 985   |
| 31 de octubre de 2015    | Las Vegas | Estados Unidos | Planet Hollywood Resort & Casino | 25 752 / 37 501     | $3 367 985   |
| 4 de noviembre de 2015   | Las Vegas | Estados Unidos | Planet Hollywood Resort & Casino | 25 752 / 37 501     | $3 367 985   |
| 6 de noviembre de 2015   | Las Vegas | Estados Unidos | Planet Hollywood Resort & Casino | 25 752 / 37 501     | $3 367 985   |
| 7 de noviembre de 2015   | Las Vegas | Estados Unidos | Planet Hollywood Resort & Casino | 25 752 / 37 501     | $3 367 985   |
| 11 de noviembre de 2015  | Las Vegas | Estados Unidos | Planet Hollywood Resort & Casino | 19 514 / 24 958     | $2 609 276   |
| 13 de noviembre de 2015  | Las Vegas | Estados Unidos | Planet Hollywood Resort & Casino | 19 514 / 24 958     | $2 609 276   |
| 14 de noviembre de 2015  | Las Vegas | Estados Unidos | Planet Hollywood Resort & Casino | 19 514 / 24 958     | $2 609 276   |
| 18 de noviembre de 2015  | Las Vegas | Estados Unidos | Planet Hollywood Resort & Casino | 19 514 / 24 958     | $2 609 276   |
| 20 de noviembre de 2015  | Las Vegas | Estados Unidos | Planet Hollywood Resort & Casino | 19 514 / 24 958     | $2 609 276   |
| 21 de noviembre de 2015  | Las Vegas | Estados Unidos | Planet Hollywood Resort & Casino | 19 514 / 24 958     | $2 609 276   |
| Etapa 11                 |           |                |                                  |                     |              |
| 26 de diciembre de 2015  | Las Vegas | Estados Unidos | Planet Hollywood Resort & Casino | 19 454 / 25 203     | $2 940 106   |
| 27 de diciembre de 2015  | Las Vegas | Estados Unidos | Planet Hollywood Resort & Casino | 19 454 / 25 203     | $2 940 106   |
| 30 de diciembre de 2015  | Las Vegas | Estados Unidos | Planet Hollywood Resort & Casino | 19 454 / 25 203     | $2 940 106   |
| 31 de diciembre de 2015  | Las Vegas | Estados Unidos | Planet Hollywood Resort & Casino | 19 454 / 25 203     | $2 940 106   |
| 2 de enero de 2016       | Las Vegas | Estados Unidos | Planet Hollywood Resort & Casino | 19 454 / 25 203     | $2 940 106   |
| 4 de enero de 2016       | Las Vegas | Estados Unidos | Planet Hollywood Resort & Casino | 19 454 / 25 203     | $2 940 106   |
| Etapa 12                 |           |                |                                  |                     |              |
| 13 de febrero de 2016    | Las Vegas | Estados Unidos | Planet Hollywood Resort & Casino | 28 540 / 34 488     | $4 007 691   |
| 14 de febrero de 2016    | Las Vegas | Estados Unidos | Planet Hollywood Resort & Casino | 28 540 / 34 488     | $4 007 691   |
| 17 de febrero de 2016    | Las Vegas | Estados Unidos | Planet Hollywood Resort & Casino | 28 540 / 34 488     | $4 007 691   |
| 19 de febrero de 2016    | Las Vegas | Estados Unidos | Planet Hollywood Resort & Casino | 28 540 / 34 488     | $4 007 691   |
| 20 de febrero de 2016    | Las Vegas | Estados Unidos | Planet Hollywood Resort & Casino | 28 540 / 34 488     | $4 007 691   |
| 24 de febrero de 2016    | Las Vegas | Estados Unidos | Planet Hollywood Resort & Casino | 28 540 / 34 488     | $4 007 691   |
| 26 de febrero de 2016    | Las Vegas | Estados Unidos | Planet Hollywood Resort & Casino | 28 540 / 34 488     | $4 007 691   |
| 27 de febrero de 2016    | Las Vegas | Estados Unidos | Planet Hollywood Resort & Casino | 28 540 / 34 488     | $4 007 691   |
| Etapa 13                 |           |                |                                  |                     |              |
| 6 de abril de 2016       | Las Vegas | Estados Unidos | Planet Hollywood Resort & Casino | 31 678 / 34 440     | $4 547 675   |
| 8 de abril de 2016       | Las Vegas | Estados Unidos | Planet Hollywood Resort & Casino | 31 678 / 34 440     | $4 547 675   |
| 9 de abril de 2016       | Las Vegas | Estados Unidos | Planet Hollywood Resort & Casino | 31 678 / 34 440     | $4 547 675   |
| 13 de abril de 2016      | Las Vegas | Estados Unidos | Planet Hollywood Resort & Casino | 31 678 / 34 440     | $4 547 675   |
| 15 de abril de 2016      | Las Vegas | Estados Unidos | Planet Hollywood Resort & Casino | 31 678 / 34 440     | $4 547 675   |
| 16 de abril de 2016      | Las Vegas | Estados Unidos | Planet Hollywood Resort & Casino | 31 678 / 34 440     | $4 547 675   |
| 20 de abril de 2016      | Las Vegas | Estados Unidos | Planet Hollywood Resort & Casino | 31 678 / 34 440     | $4 547 675   |
| 22 de abril de 2016      | Las Vegas | Estados Unidos | Planet Hollywood Resort & Casino | 31 678 / 34 440     | $4 547 675   |
| Etapa 14                 |           |                |                                  |                     |              |
| 17 de junio de 2016      | Las Vegas | Estados Unidos | Planet Hollywood Resort & Casino | 17 225 / 21 026     | $2 598 981   |
| 18 de junio de 2016      | Las Vegas | Estados Unidos | Planet Hollywood Resort & Casino | 17 225 / 21 026     | $2 598 981   |
| 22 de junio de 2016      | Las Vegas | Estados Unidos | Planet Hollywood Resort & Casino | 17 225 / 21 026     | $2 598 981   |
| 24 de junio de 2016      | Las Vegas | Estados Unidos | Planet Hollywood Resort & Casino | 17 225 / 21 026     | $2 598 981   |
| 25 de junio de 2016      | Las Vegas | Estados Unidos | Planet Hollywood Resort & Casino | 17 225 / 21 026     | $2 598 981   |
| 29 de junio de 2016      | Las Vegas | Estados Unidos | Planet Hollywood Resort & Casino | 26 815 / 30 193     | $3 719 251   |
| 1 de julio de 2016       | Las Vegas | Estados Unidos | Planet Hollywood Resort & Casino | 26 815 / 30 193     | $3 719 251   |
| 2 de julio de 2016       | Las Vegas | Estados Unidos | Planet Hollywood Resort & Casino | 26 815 / 30 193     | $3 719 251   |
| 6 de julio de 2016       | Las Vegas | Estados Unidos | Planet Hollywood Resort & Casino | 26 815 / 30 193     | $3 719 251   |
| 8 de julio de 2016       | Las Vegas | Estados Unidos | Planet Hollywood Resort & Casino | 26 815 / 30 193     | $3 719 251   |
| 9 de julio de 2016       | Las Vegas | Estados Unidos | Planet Hollywood Resort & Casino | 26 815 / 30 193     | $3 719 251   |
| 13 de julio de 2016      | Las Vegas | Estados Unidos | Planet Hollywood Resort & Casino | 26 815 / 30 193     | $3 719 251   |
| Etapa 15                 |           |                |                                  |                     |              |
| 17 de agosto de 2016     | Las Vegas | Estados Unidos | Planet Hollywood Resort & Casino | 15 507 / 16 736     | $2 335 463   |
| 19 de agosto de 2016     | Las Vegas | Estados Unidos | Planet Hollywood Resort & Casino | 15 507 / 16 736     | $2 335 463   |
| 20 de agosto de 2016     | Las Vegas | Estados Unidos | Planet Hollywood Resort & Casino | 15 507 / 16 736     | $2 335 463   |
| 24 de agosto de 2016     | Las Vegas | Estados Unidos | Planet Hollywood Resort & Casino | 15 507 / 16 736     | $2 335 463   |
| 31 de agosto de 2016     | Las Vegas | Estados Unidos | Planet Hollywood Resort & Casino | 23 026 / 25 757     | $3 391 303   |
| 2 de septiembre de 2016  | Las Vegas | Estados Unidos | Planet Hollywood Resort & Casino | 23 026 / 25 757     | $3 391 303   |
| 3 de septiembre de 2016  | Las Vegas | Estados Unidos | Planet Hollywood Resort & Casino | 23 026 / 25 757     | $3 391 303   |
| 7 de septiembre de 2016  | Las Vegas | Estados Unidos | Planet Hollywood Resort & Casino | 23 026 / 25 757     | $3 391 303   |
| 9 de septiembre de 2016  | Las Vegas | Estados Unidos | Planet Hollywood Resort & Casino | 23 026 / 25 757     | $3 391 303   |
| 10 de septiembre de 2016 | Las Vegas | Estados Unidos | Planet Hollywood Resort & Casino | 23 026 / 25 757     | $3 391 303   |
| Etapa 16                 |           |                |                                  |                     |              |
| 19 de octubre de 2016    | Las Vegas | Estados Unidos | Planet Hollywood Resort & Casino | 28 919 / 38 011     | $4 329 646   |
| 21 de octubre de 2016    | Las Vegas | Estados Unidos | Planet Hollywood Resort & Casino | 28 919 / 38 011     | $4 329 646   |
| 22 de octubre de 2016    | Las Vegas | Estados Unidos | Planet Hollywood Resort & Casino | 28 919 / 38 011     | $4 329 646   |
| 26 de octubre de 2016    | Las Vegas | Estados Unidos | Planet Hollywood Resort & Casino | 28 919 / 38 011     | $4 329 646   |
| 28 de octubre de 2016    | Las Vegas | Estados Unidos | Planet Hollywood Resort & Casino | 28 919 / 38 011     | $4 329 646   |
| 29 de octubre de 2016    | Las Vegas | Estados Unidos | Planet Hollywood Resort & Casino | 28 919 / 38 011     | $4 329 646   |
| 2 de noviembre de 2016   | Las Vegas | Estados Unidos | Planet Hollywood Resort & Casino | 28 919 / 38 011     | $4 329 646   |
| 4 de noviembre de 2016   | Las Vegas | Estados Unidos | Planet Hollywood Resort & Casino | 28 919 / 38 011     | $4 329 646   |
| 5 de noviembre de 2016   | Las Vegas | Estados Unidos | Planet Hollywood Resort & Casino | 28 919 / 38 011     | $4 329 646   |
| 9 de noviembre de 2016   | Las Vegas | Estados Unidos | Planet Hollywood Resort & Casino | 21 015 / 25 152     | $3 062 414   |
| 11 de noviembre de 2016  | Las Vegas | Estados Unidos | Planet Hollywood Resort & Casino | 21 015 / 25 152     | $3 062 414   |
| 12 de noviembre de 2016  | Las Vegas | Estados Unidos | Planet Hollywood Resort & Casino | 21 015 / 25 152     | $3 062 414   |
| 16 de noviembre de 2016  | Las Vegas | Estados Unidos | Planet Hollywood Resort & Casino | 21 015 / 25 152     | $3 062 414   |
| 18 de noviembre de 2016  | Las Vegas | Estados Unidos | Planet Hollywood Resort & Casino | 21 015 / 25 152     | $3 062 414   |
| 19 de noviembre de 2016  | Las Vegas | Estados Unidos | Planet Hollywood Resort & Casino | 21 015 / 25 152     | $3 062 414   |
| Etapa 17                 |           |                |                                  |                     |              |
| 11 de enero de 2017      | Las Vegas | Estados Unidos | Planet Hollywood Resort & Casino | 31 197 / 38 380     | $4 586 876   |
| 13 de enero de 2017      | Las Vegas | Estados Unidos | Planet Hollywood Resort & Casino | 31 197 / 38 380     | $4 586 876   |
| 14 de enero de 2017      | Las Vegas | Estados Unidos | Planet Hollywood Resort & Casino | 31 197 / 38 380     | $4 586 876   |
| 18 de enero de 2017      | Las Vegas | Estados Unidos | Planet Hollywood Resort & Casino | 31 197 / 38 380     | $4 586 876   |
| 20 de enero de 2017      | Las Vegas | Estados Unidos | Planet Hollywood Resort & Casino | 31 197 / 38 380     | $4 586 876   |
| 21 de enero de 2017      | Las Vegas | Estados Unidos | Planet Hollywood Resort & Casino | 31 197 / 38 380     | $4 586 876   |
| 25 de enero de 2017      | Las Vegas | Estados Unidos | Planet Hollywood Resort & Casino | 31 197 / 38 380     | $4 586 876   |
| 27 de enero de 2017      | Las Vegas | Estados Unidos | Planet Hollywood Resort & Casino | 31 197 / 38 380     | $4 586 876   |
| 28 de enero de 2017      | Las Vegas | Estados Unidos | Planet Hollywood Resort & Casino | 31 197 / 38 380     | $4 586 876   |
| 1 de febrero de 2017     | Las Vegas | Estados Unidos | Planet Hollywood Resort & Casino | 9 988 / 12 375      | $1 552 821   |
| 3 de febrero de 2017     | Las Vegas | Estados Unidos | Planet Hollywood Resort & Casino | 9 988 / 12 375      | $1 552 821   |
| 4 de febrero de 2017     | Las Vegas | Estados Unidos | Planet Hollywood Resort & Casino | 9 988 / 12 375      | $1 552 821   |
| Etapa 18                 |           |                |                                  |                     |              |
| 22 de marzo de 2017      | Las Vegas | Estados Unidos | Planet Hollywood Resort & Casino | 12 590 / 13 663     | $1 890 756   |
| 24 de marzo de 2017      | Las Vegas | Estados Unidos | Planet Hollywood Resort & Casino | 12 590 / 13 663     | $1 890 756   |
| 25 de marzo de 2017      | Las Vegas | Estados Unidos | Planet Hollywood Resort & Casino | 12 590 / 13 663     | $1 890 756   |
| 29 de marzo de 2017      | Las Vegas | Estados Unidos | Planet Hollywood Resort & Casino | 24 570 / 26 892     | $3 536 539   |
| 31 de marzo de 2017      | Las Vegas | Estados Unidos | Planet Hollywood Resort & Casino | 24 570 / 26 892     | $3 536 539   |
| 1 de abril de 2017       | Las Vegas | Estados Unidos | Planet Hollywood Resort & Casino | 24 570 / 26 892     | $3 536 539   |
| 5 de abril de 2017       | Las Vegas | Estados Unidos | Planet Hollywood Resort & Casino | 24 570 / 26 892     | $3 536 539   |
| 7 de abril de 2017       | Las Vegas | Estados Unidos | Planet Hollywood Resort & Casino | 24 570 / 26 892     | $3 536 539   |
| 8 de abril de 2017       | Las Vegas | Estados Unidos | Planet Hollywood Resort & Casino | 24 570 / 26 892     | $3 536 539   |
| Etapa 19                 |           |                |                                  |                     |              |
| 3 de mayo de 2017        | Las Vegas | Estados Unidos | Planet Hollywood Resort & Casino | 37 712 / 40 541     | $5 855 011   |
| 5 de mayo de 2017        | Las Vegas | Estados Unidos | Planet Hollywood Resort & Casino | 37 712 / 40 541     | $5 855 011   |
| 6 de mayo de 2017        | Las Vegas | Estados Unidos | Planet Hollywood Resort & Casino | 37 712 / 40 541     | $5 855 011   |
| 10 de mayo de 2017       | Las Vegas | Estados Unidos | Planet Hollywood Resort & Casino | 37 712 / 40 541     | $5 855 011   |
| 12 de mayo de 2017       | Las Vegas | Estados Unidos | Planet Hollywood Resort & Casino | 37 712 / 40 541     | $5 855 011   |
| 13 de mayo de 2017       | Las Vegas | Estados Unidos | Planet Hollywood Resort & Casino | 37 712 / 40 541     | $5 855 011   |
| 17 de mayo de 2017       | Las Vegas | Estados Unidos | Planet Hollywood Resort & Casino | 37 712 / 40 541     | $5 855 011   |
| 19 de mayo de 2017       | Las Vegas | Estados Unidos | Planet Hollywood Resort & Casino | 37 712 / 40 541     | $5 855 011   |
| 20 de mayo de 2017       | Las Vegas | Estados Unidos | Planet Hollywood Resort & Casino | 37 712 / 40 541     | $5 855 011   |
| Etapa 20                 |           |                |                                  |                     |              |
| 9 de agosto de 2017      | Las Vegas | Estados Unidos | Planet Hollywood Resort & Casino | 34 167 / 39 109     | $5 715 090   |
| 11 de agosto de 2017     | Las Vegas | Estados Unidos | Planet Hollywood Resort & Casino | 34 167 / 39 109     | $5 715 090   |
| 12 de agosto de 2017     | Las Vegas | Estados Unidos | Planet Hollywood Resort & Casino | 34 167 / 39 109     | $5 715 090   |
| 16 de agosto de 2017     | Las Vegas | Estados Unidos | Planet Hollywood Resort & Casino | 34 167 / 39 109     | $5 715 090   |
| 18 de agosto de 2017     | Las Vegas | Estados Unidos | Planet Hollywood Resort & Casino | 34 167 / 39 109     | $5 715 090   |
| 19 de agosto de 2017     | Las Vegas | Estados Unidos | Planet Hollywood Resort & Casino | 34 167 / 39 109     | $5 715 090   |
| 23 de agosto de 2017     | Las Vegas | Estados Unidos | Planet Hollywood Resort & Casino | 34 167 / 39 109     | $5 715 090   |
| 25 de agosto de 2017     | Las Vegas | Estados Unidos | Planet Hollywood Resort & Casino | 34 167 / 39 109     | $5 715 090   |
| 26 de agosto de 2017     | Las Vegas | Estados Unidos | Planet Hollywood Resort & Casino | 34 167 / 39 109     | $5 715 090   |
| 30 de agosto de 2017     | Las Vegas | Estados Unidos | Planet Hollywood Resort & Casino | 14 425 / 17 523     | $2 399 468   |
| 1 de septiembre de 2017  | Las Vegas | Estados Unidos | Planet Hollywood Resort & Casino | 14 425 / 17 523     | $2 399 468   |
| 2 de septiembre de 2017  | Las Vegas | Estados Unidos | Planet Hollywood Resort & Casino | 14 425 / 17 523     | $2 399 468   |
| 3 de septiembre de 2017  | Las Vegas | Estados Unidos | Planet Hollywood Resort & Casino | 14 425 / 17 523     | $2 399 468   |
| Etapa 21                 |           |                |                                  |                     |              |
| 11 de octubre de 2017    | Las Vegas | Estados Unidos | Planet Hollywood Resort & Casino | 37 220 / 40 296     | $6 291 563   |
| 13 de octubre de 2017    | Las Vegas | Estados Unidos | Planet Hollywood Resort & Casino | 37 220 / 40 296     | $6 291 563   |
| 14 de octubre de 2017    | Las Vegas | Estados Unidos | Planet Hollywood Resort & Casino | 37 220 / 40 296     | $6 291 563   |
| 18 de octubre de 2017    | Las Vegas | Estados Unidos | Planet Hollywood Resort & Casino | 37 220 / 40 296     | $6 291 563   |
| 20 de octubre de 2017    | Las Vegas | Estados Unidos | Planet Hollywood Resort & Casino | 37 220 / 40 296     | $6 291 563   |
| 21 de octubre de 2017    | Las Vegas | Estados Unidos | Planet Hollywood Resort & Casino | 37 220 / 40 296     | $6 291 563   |
| 25 de octubre de 2017    | Las Vegas | Estados Unidos | Planet Hollywood Resort & Casino | 37 220 / 40 296     | $6 291 563   |
| 27 de octubre de 2017    | Las Vegas | Estados Unidos | Planet Hollywood Resort & Casino | 37 220 / 40 296     | $6 291 563   |
| 28 de octubre de 2017    | Las Vegas | Estados Unidos | Planet Hollywood Resort & Casino | 37 220 / 40 296     | $6 291 563   |
| 1 de noviembre de 2017   | Las Vegas | Estados Unidos | Planet Hollywood Resort & Casino | 12 551 / 13 241     | $2 297 375   |
| 3 de noviembre de 2017   | Las Vegas | Estados Unidos | Planet Hollywood Resort & Casino | 12 551 / 13 241     | $2 297 375   |
| 4 de noviembre de 2017   | Las Vegas | Estados Unidos | Planet Hollywood Resort & Casino | 12 551 / 13 241     | $2 297 375   |
| Etapa 22                 |           |                |                                  |                     |              |
| 19 de diciembre de 2017  | Las Vegas | Estados Unidos | Planet Hollywood Resort & Casino | 22 543 / 22 665     | $4 757 135   |
| 27 de diciembre de 2017  | Las Vegas | Estados Unidos | Planet Hollywood Resort & Casino | 22 543 / 22 665     | $4 757 135   |
| 28 de diciembre de 2017  | Las Vegas | Estados Unidos | Planet Hollywood Resort & Casino | 22 543 / 22 665     | $4 757 135   |
| 30 de diciembre de 2017  | Las Vegas | Estados Unidos | Planet Hollywood Resort & Casino | 22 543 / 22 665     | $4 757 135   |
| 31 de diciembre de 2017  | Las Vegas | Estados Unidos | Planet Hollywood Resort & Casino | 22 543 / 22 665     | $4 757 135   |
| Total                    | Total     | Total          | Total                            | 898 537 / 1 053 176 | $134 244 820 |

Referencia:

### Conciertos cancelados
| Fecha             | Ciudad, País              | Lugar                            | Motivo                                                          |
| ----------------- | ------------------------- | -------------------------------- | --------------------------------------------------------------- |
| 1 de mayo de 2015 | Las Vegas, Estados Unidos | Planet Hollywood Resort & Casino | Lesión en el tobillo por una mala caída durante el espectáculo. |
| 2 de mayo de 2015 | Las Vegas, Estados Unidos | Planet Hollywood Resort & Casino | Lesión en el tobillo por una mala caída durante el espectáculo. |
| 6 de mayo de 2015 | Las Vegas, Estados Unidos | Planet Hollywood Resort & Casino | Lesión en el tobillo por una mala caída durante el espectáculo. |

## Premios y nominaciones
| Año  | Premiación               | Categoría                      | Resultado | Ref.    |
| ---- | ------------------------ | ------------------------------ | --------- | ------- |
| 2015 | Las Vegas Review-Journal | Mejor espectáculo de Las Vegas | Ganadora  | [ 5 ]   |
| 2016 | Las Vegas Review-Journal | Mejor espectáculo de Las Vegas | Ganadora  | [ 5 ]   |
| 2017 | Las Vegas Review-Journal | Mejor espectáculo de Las Vegas | Ganadora  | [ 108 ] |
| 2017 | Las Vegas Review-Journal | Mejor producción               | Ganadora  | [ 108 ] |
| 2017 | Las Vegas Review-Journal | Mejor despedida de soltera     | Ganadora  | [ 108 ] |
| 2017 | Las Vegas Review-Journal | Mejor despedida de soltero     | Ganadora  | [ 108 ] |